# Corona d'Aragó
La Corona d'Aragó (aragonès: Corona d'Aragón, llatí: Corona Aragonum) coneguda també per altres denominacions com ara Corona catalanoaragonesa, fou el conjunt de territoris que estigueren sota la jurisdicció del rei d'Aragó des del 1162 fins al 1715. Aquest conjunt territorial estigué format inicialment pel Regne d'Aragó i el Comtat de Barcelona i, malgrat que al llarg dels segles s'hi incorporaren altres territoris, el conjunt patrimonial d'Aragó i Barcelona restà sempre unit. El seu naixement és fruit de la unió dinàstica sorgida pel compromís de matrimoni entre el comte de Barcelona Ramon Berenguer IV i la infanta Peronella d'Aragó el 1137, que donaren en herència els seus territoris i títols al seu fill i successor comú, Alfons el Cast, primer rei d'Aragó i comte de Barcelona (1162/1164). L'estructuració política del conjunt territorial transcendí la unió dinàstica inicial i s'organitzà com una federació d'estats medievals, (1319) respectant les singularitats de cada territori i desenvolupant-hi una estructura política equivalent i similar entre si: Corts, Generalitats i Constitucions, coordinant la política exterior conjunta i convergint la diversitat dels estats en la figura unitària dels sobirans del Casal d'Aragó del llinatge dels comtes de Barcelona, la corona i el títol principal dels quals era ser reis d'Aragó. La mort sense hereu de Martí l'Humà (1410) suposà l'extinció del llinatge dels comtes de Barcelona i l'adveniment de la dinastia Trastàmara a la Casa reial d'Aragó.

## Terminologia

### Denominacions del conjunt territorial

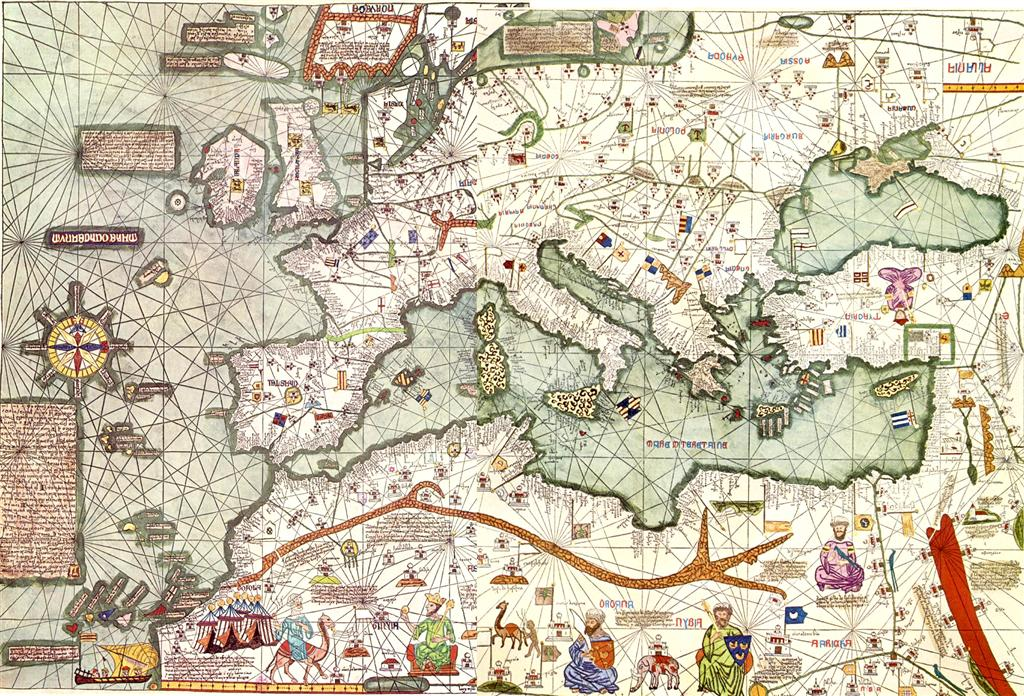
Carta portolana nàutico-geogràfica confeccionada el 1375 després de la reannexió del Regne de Mallorques a la Corona d'Aragó i que el Privilegi de Sant Feliu de Guíxols (1365) concedís als habitants de les illes el privilegi de ser considerats catalans, el dret a participar en les Corts catalanes i a tenir com a pròpies les Constitucions de Catalunya. La carta portulana és coneguda pel nom d'Atles Català (Biblioteca Nacional de França)

La denominació «Corona d'Aragó» aparegué al segle xiv durant el regnat de Jaume el Just (1267-1327), quan aquest transformà la unió personal en una unió dinàstica en consagrar la «Unió» indissoluble del Regne d'Aragó, Regne de València i Principat de Catalunya. Basant-se en la constitució Nostres succeïdors del 1299, Jaume II instituí en les corts de Tarragona del 1319 que abans de l'inici del regnat, el successor a la Corona havia de realitzar el sacramentum de la «Unió», jurant la indivisibilitat d'Aragó, València i Catalunya. Aquest jurament seria ampliat el 1344, quan Pere el Cerimoniós reannexionà el Regne de Mallorques i inclogué també aquest territori en el Jurament de la Unió. Es constituí a partir d'aleshores una «unió d'estats» amb entitat jurídica i drets propis que el monarca no podia ni dividir ni alienar. En la historiografia actual però, s'utilitza la denominació «Corona d'Aragó» ja des de la unió dinàstica entre els comtes de Barcelona i els reis d'Aragó (1164).
Inicialment, al segle xii, el conjunt territorial no tingué un nom comú i específic, emprant-se l'expressió «Aragonum et Catalonie» d'Aragó i de Catalunya, quan calia referir-se a quelcom comú. Al llarg del segle xiii es documenten les següents denominacions: al Privilegi d'annexió de Mallorca del 1286 «regno, dominio et corona Aragonum et Catalonie» regne, domini i corona d'Aragó i de Catalunya, a les Corts de Montsó del 1289 Corona Reial i Corona Aragonum et Catalonie, el 1295 Corona Daragon e al Comptat de Barcelona, i també denominacions com Patrimoni Reial i Ceptre Reial. Al segle xiv apareix la ja referida expressió «Corona Aragonum» Corona d'Aragó, definida altres vegades com Corona Reial d'Aragó, Regnes d'Aragó, «Corona regni Aragonum» Corona del Regne d'Aragó, «Corona Regum Aragoniae» Corona dels Reis d'Aragó, o simplement Aragó. Al segle xv les denominacions usuals eren «Corona d'Aragó», «Corona Reial» i «Corona reial d'Aragó»; més concretament, tot just durant l'interregne previ al Compromís de Casp (1410-1412) i abans per tant de l'entronització dels Trastàmares, les denominacions que s'empraven eren «Corona d'Aragó», «Casa d'Aragó», «regnes e terres de la Corona d'Aragó», «casa e corona reyal d'Aragó», «regnes e terres de la corona reyal d'Aragó» o «casa e Corona d'Aragó»; en un altre període de gran transcendència política d'aquell segle,durant la Guerra civil catalana (1462-1472), per a designar el conjunt es van emprar les denominacions: «Corona d'Aragó», «Casa d'Aragó», «Corona reial», «Reial corona», «Reial Corona d'Aragó», «Aragó», «Casa nostra d'Aragó» i «Corona reial d'Aragó». En tots els casos es feia referència a la monarquia com a institució i no als territoris. Per això Catalunya mai era anomenada Aragó ni el gentilici "aragonès" s'aplicava als catalans ni als valencians ni als mallorquins.
En la introducció del seu estudi sobre el llenguatge polític català del segle xv, l'historiador Jaume Sobrequés i Callicó es lamenta que, malgrat que els historiadors han estudiat i explicat el funcionament politicojurídic de la Corona d'Aragó, mai ningú no s'hagi ocupat d'estudiar el grau de consciència de pertinença a aquella realitat anomenada Corona d'Aragó, i que tampoc s'hagi rastrejat en la imponent documentació conservada d'aquell segle «l'existència explícita i inequívoca de la denominació Corona d'Aragó per designar aquella realitat pluriestatal».

### Dignitats dels sobirans

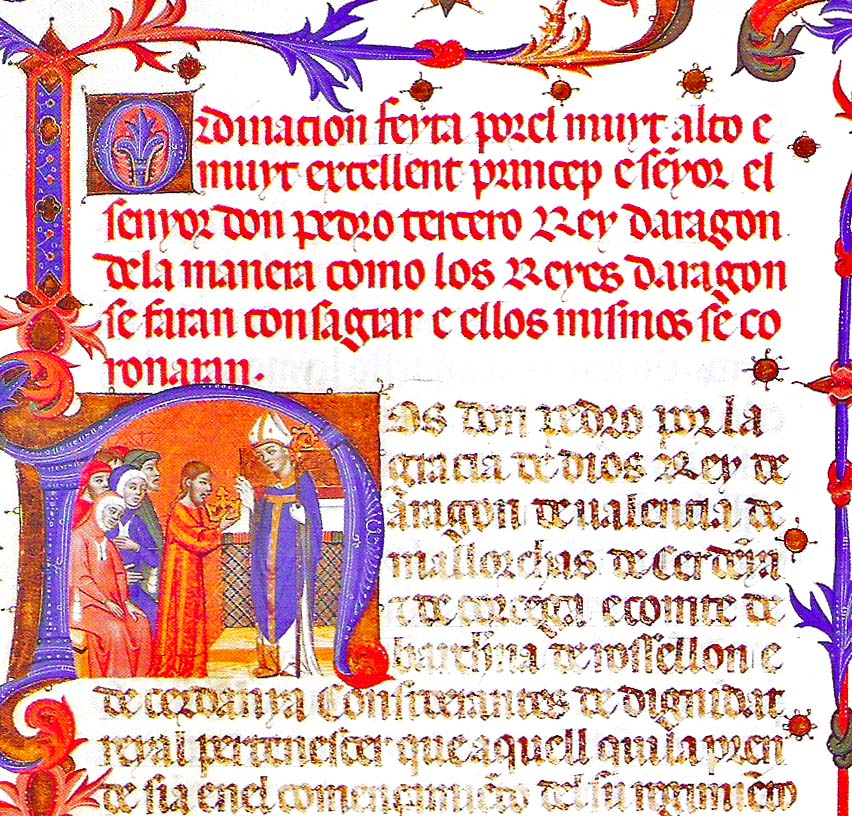
Íncipit i caplletra N de l'Ordinació sobre el Cerimonial d'autocoronació dels reis d'Aragó, ordenada pel rei Pere IV d'Aragó, qui s'intitulava a si mateix Pere terç (en català) i Pedro tercero (en aragonès):
Manuscrit en aragonès: Ordinacion feyta por el muyt alto e muyt excellent princep e senyor el senyor don pedro tercero Rey daragon de la manera como los Reyes daragon se faran consagrar e ellos mismos se coronaran / Nos don pedro por la gracia de dios Rey de aragon, de valencia, de mallorchas, de cerdenya e de corcega, e comte de barchina, de rossellon e de cerdanya.
(Biblioteca del Museu Lázaro Galdiano, Madrid; ms. R.14.425)

Tot i que el rei d'Aragó Ramir el Monjo va fer donació al comte de Barcelona Ramon Berenguer IV de la potestas (poder) reial, i també de la honor (propietat) del regne dels Aragonesos com a futur marit de la seva filla Peronella d'Aragó en la seva abdicació coneguda com la Renúncia de Saragossa (1137), i que en conseqüència els nobles aragonesos el juraren en homenatge i fidelitat, acte propi de nominació dels reis, el rei Ramir es va reservar per a ell la dignitat (títol) honorífica de rei. D'aquesta manera el comte Ramon Berenguer IV va exercir el principatum (sobirania, cabdillatge militar) sobre els barons aragonesos, i el dominatum (senyor de la terra) sobre el regne, intitulant-se conseqüentment prínceps dels aragonesos i dominator del regne dels aragonesos, títols que Ramon Berenguer IV sempre va posar en lloc secundari per darrere de la seva dignitat (títol) principal i més important, la de ser Comte de Barcelona. El fill i successor comú del comte Ramon Berenguer IV i de la reina Peronella d'Aragó fou el rei Alfons el Cast. El seu pare li donà totes les honors que tenia tant a Barcelona com a Aragó, i la seva mare, que actuà com a transmissora de la propietat del regne, li donà el Regne d'Aragó, convertint-se així en Aldefonsus filius primus rex Aragonum post unionem.
A l'inici del regnat efectiu d'Alfons el Cast s'introduí un canvi en l'estil de la dignitat (títol) reial. El rei Ramir II d'Aragó s'intitulava amb les fórmules tradicionals dels seus antecessors, «Aragonensium rex» (rei dels Aragonesos) i «rex Aragonensis» (rei Aragonès), mentre que el comte Ramon Berenguer IV de Barcelona s'intitulava «comes Barchinonensis» (comte Barceloní) i, des del 1137, «princeps Aragonensis» (príncep Aragonès). Però vers el 1150 aquest començà a emprar la variant en genitiu del plural referida no al gentilici sinó al territori, «princeps Aragonum», que traduït literalment és príncep dels Aragons (en plural). Aquest canvi és un antecedent a la modificació que es produí a l'inici del regnat del seu fill Alfons el Cast, ja que vers el 1174 deixà d'emprar la fórmula gentilícia «rex Aragonensis» (rei Aragonès) i «rex Aragonensium» (rei dels aragonesos), per adoptar el nom del regne en genitiu del plural, "rex Aragonum", rei dels aragons (en plural); aquesta fórmula del genitiu plural també seria adoptada anys després per Jaume el Conqueridor respecte a Mallorca, intitulant-se «rex Maioricarum» rei de les Mallorques.
Per bé que les jurisdiccions nobiliàries durant l'edat mitjana rebien la qualificació del seu senyor, de manera que un comte regia un comtat, un duc regia un ducat, i un rei un regne, i malgrat que la fundació i estructuració de Catalunya com un estat medieval fou obra del rei Alfons II d'Aragó «el Cast», la dignitat que aquest ostentà com a sobirà de Catalunya fou el reputat i prestigiós títol que el seu pare Ramon Berenguer IV de Barcelona sempre havia exhibit en primer lloc jeràrquic, el de ser “comte de Barcelona”. Denominacions com la de «rei de Catalunya-Aragó», «rei catalano-aragonès» o «comte-rei», van ser creades a les darreries del segle xix i no responen als usos històrics ni a l'ordenament protocol·lari tradicional del Principat de Catalunya.
D'aquesta manera el rei Alfons I  «el Cast» fou el primer que va rebre i unir els títols de rei d'Aragó i comte de Barcelona, intitulant-se el 1166: «Ego Ildefonsus, Dei gratia rex Aragonensium et comes Barchinonensium»; aquestes dignitats foren heretades pels seus successors, a les quals s'anaren afegint la resta de dignitats (títols) de sobirania sobre els territoris conquerits, arribant el 1405 al rei Martí I d'Aragó «l'Humà», que s'intitulava: «En Marti, per la gracia de Deu Rey Darago, de Valencia, de Mallorques, de Sardenya e Corsega, e Comte de Barchinona, de Rossello, e de Cerdanya». La corona i títol principal dels monarques del Casal d'Aragó del llinatge dels comtes de Barcelona fou la de ser reis d'Aragó, raó per la qual la dignitat de rei d'Aragó sempre ocupà la posició jeràrquica primera i principal.

### Ordinals dels sobirans

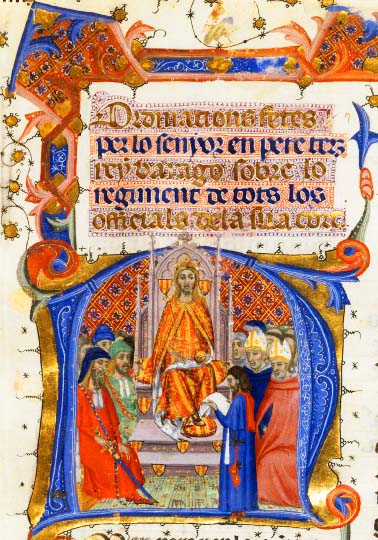
El rei Pere IV d'Aragó s'anomenava a si mateix Pere Terç rey d'Aragó. En la historiografia actual és habitual designar-lo pel seu sobrenom Pere el Cerimoniós.
Detall del títol i la caplletra N de les Ordinacions fetes per lo senyor en pere terz rey d'aragó sobre lo regiment de tots los officials de la sua cort. Nos [...].
(BNF, ms. esp. 99, f.1)

En la historiografia de l'edat mitjana i de l'edat moderna fou habitual la disparitat de criteris a l'hora d'assignar ordinals als sobirans. Inicialment els cronistes medievals es valgueren de sobrenoms a fi de diferenciar, caracteritzar, i àdhuc glorificar, sobirans homònims. El sobrenom, que unes voltes recordava gestes memorables i d'altres trets tipificadors de la persona, oferia una perspectiva històrica general del sobirà en qüestió, o del resultat del seu govern. A partir del segle xiv, però, es generalitzà la pràctica d'introduir l'ús de numerals per a diferenciar sobirans del mateix nom, una pràctica que resta vigent avui en dia. La introducció de numerals venia a salvar i unificar els diversos i variats sobrenoms amb els quals habitualment es designava un mateix sobirà; tot i així però, els sobrenoms continuaren coexistint al costat dels numerals reforçant la caracterització del personatge.
Però la introducció de numerals no reeixí a unificar criteris, sinó que per exemple a la Corona de Castella al llarg dels segles xiv, xv i xvi convisqueren diverses sèries numèriques. A Castella, l'adopció d'una sèrie numèrica o d'una altra no era un fet intranscendent, sinó que cada solució responia a una actitud històrica a l'hora d'entendre i concebre el paper del Regne de Castella en la Història de la península Ibèrica. La sèrie numèrica que adoptà el rei Alfons el Savi incloïa tots els seus antecessors com una baula en una ininterrompuda cadena que unia Castella a l'imperi visigòtic. Per contra, durant el segle xv, els cronistes castellans interpretaren la pluralitat d'Espanya com una constant històrica, no com una situació temporal o fortuïta, veient Castella com un més dels regnes peninsulars. Per a reflectir aquestes interpretacions històriques sorgiran diverses sèries numèriques de reis castellans, algunes de les quals només comptaran els que foren únicament reis de Castella, mentre d'altres sèries inclouran també els reis asturians, i d'altres els reis lleonesos.
En el cas dels reis d'Aragó, la primera numeració històrica existent fou la que adoptà el rei Pere (1319-1387), conegut amb dos sobrenoms: Pere el Cerimoniós o Pere el del Punyalet; l'ordinal que el rei Pere adoptà per a si mateix fou el de Tercer, emprant la fórmula Pere terç rey d'Aragó. El fet però és que abans del rei Pere el Cerimoniós, o Pere Tercer com ell mateix s'anomenava, ja havien estat reis d'Aragó Pere el Gran (1240-1285), Pere el Catòlic (1178-1213) i Pere el d'Osca (1069-1104), de manera que el rei Cerimoniós hauria d'haver adoptat el numeral de Pere Quart, en lloc del de Pere Tercer. La raó és que el rei Pere el Cerimoniós no incloïa en el seu còmput el rei Pere el d'Osca.
Documentada àmpliament l'afició a la història i a l'estudi dels seus avantspassats del rei Pere el Cerimoniós, els especialistes han proposat dues hipòtesis per explicar l'exclusió del rei Pere el d'Osca del còmput reial. L'heraldista Armand de Fluvià (1995) exposa que el rei Pere el d'Osca no formava part del llinatge dels comtes de Barcelona, sinó que fou un dels anteriors reis d'Aragó de la dinastia pamplonesa; per a Fluvià doncs, la numeració escollida per Pere el Cerimoniós respon al fet que un cop extingit el llinatge pamplonès, el rei Pere el Cerimoniós consideraria que tots els sobirans que seguiren eren comtes de Barcelona, de manera que el Cerimoniós s'intitulà Tercer per ser aquest l'ordinal que li corresponia com a comte de Barcelona. Per contra, per a l'heraldista Alberto Montaner Frutos (1995) la numeració no significa que Pere el Cerimoniós adoptés la sèrie comtal i es considerés primerament comte de Barcelona, perquè l'expressió Pere Terç Rey d'Aragó deixa clar que es refereix a la dignitat reial aragonesa, sinó que comptava tan sols els membres de la que ell considerava nova dinastia, restant-ne per tant exclòs el rei d'Aragó de la dinastia pamplonesa Pere el d'Osca.
Al segle xvi apareix la numeració historiogràfica creada per Jerónimo Zurita, als seus Anales de la Corona de Aragón, obra encarregada per la Diputació del General del Regne d'Aragó, per tal de donar més pes històric al paper del regne homònim. En la historiografia actual hi ha dualitat de criteris, alguns historiadors numeren els sobirans homònims per l'ordinal que li correspon seguint la numeració per regne creada per Zurita al segle xvi; així per exemple, aquell qui fou el quart rei d'Aragó de nom Pere rep la denominació Pere IV d'Aragó «el Cerimoniós», mentre d'altres historiadors s'estimen més respectar l'ordinal que ell mateix va escollir per a ell i la seva dinastia: Pere III «el Cerimoniós». Per crear un consens i evitar confusions és pràctica habitual designar-lo només pel sobrenom Pere el Cerimoniós, sense utilitzar ordinals.

### El Casal dels sobirans

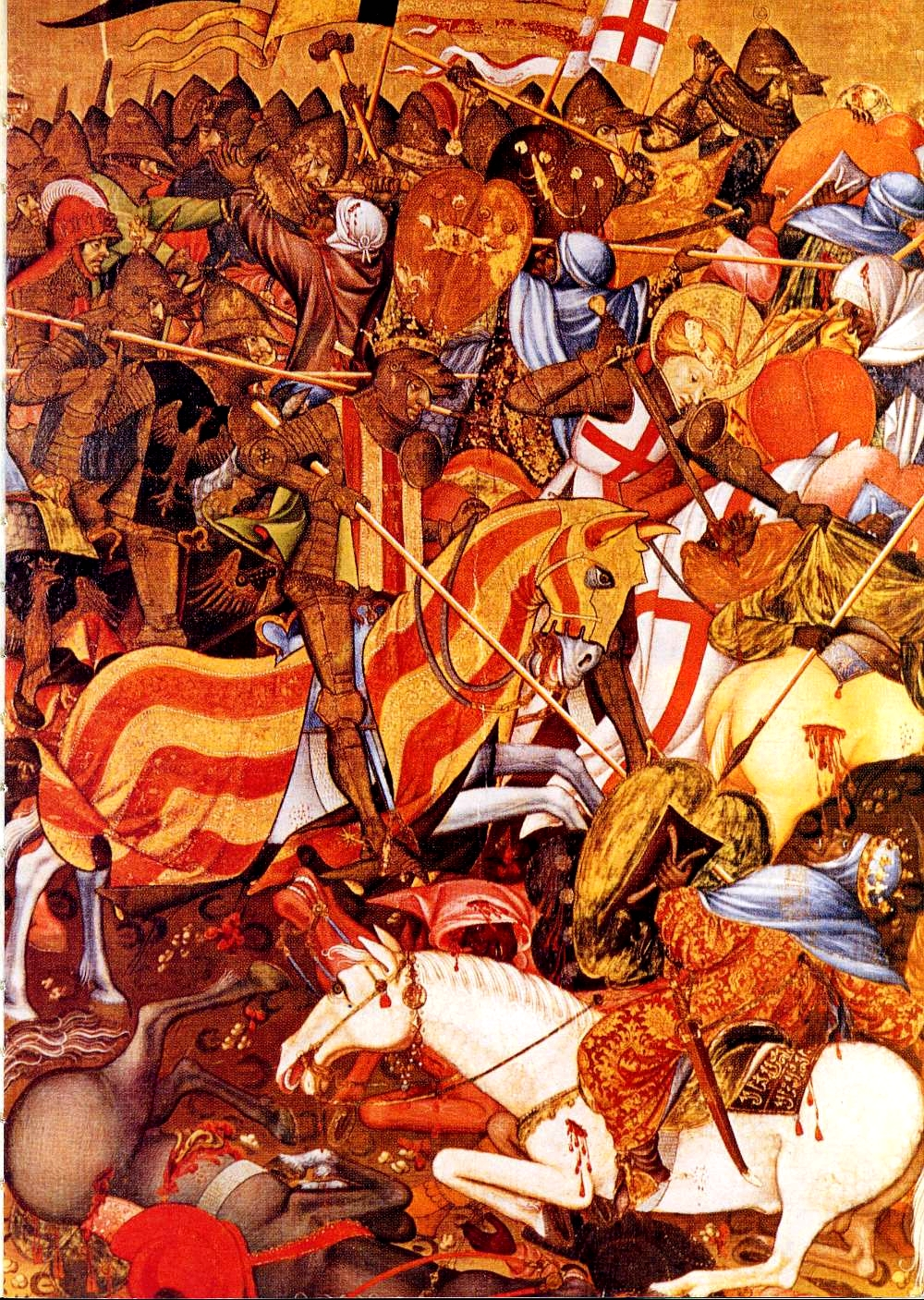
Taula central del Retaule del Centenar de la Ploma del pintor alemany Andreu Marçal de Sax; representa Jaume I d'Aragó i Sant Jordi lluitant en la batalla del Puig de Santa Maria (1237).
(The Victoria and Albert Museum)

L'adveniment dels comtes de Barcelona a la casa reial d'Aragó suposà que el llinatge dels comtes de Barcelona adoptà el cognom Aragó com a propi, de manera que el títol reial d'Aragó i el cognom familiar Aragó esdevingueren el mateix, tal com afirmà el rei en Pere el Cerimoniós: «regne Darago lo qual regne es títol e nom nostre principal». L'adopció del títol del regne principal com a cognom del Casal no obstà però perquè el culte al llinatge, a la sang dels comtes de Barcelona es mantingués tal com precisament el mateix rei en Pere el Cerimoniós recordà quan ordenà el trasllat sepulcral de les restes del comte Ramon Berenguer II a la Catedral de Girona: «l'excel·lentíssim i virtuosíssim príncep i senyor Ramon Berenguer vulgarment anomenat Cap d'Estopa, antiquíssim comte de Barcelona de l'estirp de la qual Nós per la Gràcia de Déu som descendent per ordre directe».
No és estrany doncs, que les gestes dels reis d'Aragó del llinatge dels comtes de Barcelona fossin glorificades pels cronistes i militars catalans, i que ensems els testimonis documentals sobre la denominació Casal d'Aragó siguin, justament, en llengua catalana. Així Bernat Desclot començà la seva crònica dient: «Assí comensa lo libre qu·En Bernat Desclot dictà e escriví dels grans feyts e de les conquestes que feeren sobre saraÿns e sobre altres gens los nobles reys que hac en Aragó qui foren del alt linyatge del comte de Barcelona»; o que el mateix Ramon Muntaner assenyali al pròleg de la seva crònica que: «aquest libre senyelladament se fa a honor de Déu e dela sua beneyta Mare e del Casal d'Arago». Tal com resumí l'historiador Ferran Soldevila, el llinatge dels comtes de Barcelona «fou designat, àdhuc pels catalans mateixos, amb el nom de Casal d'Aragó. El crit d'Aragó, Aragó! va esdevenir aviat el crit de guerra de tots els súbdits d'aquell Casal».
Però si el llinatge dels comtes de Barcelona adoptà el nom de Casal d'Aragó, fou precisament pel fet d'empeltar-se amb els reis aragonesos de la Dinastia Ximena, raó per la qual tant en les cròniques com en les genealogies fetes pels reis del Casal d'Aragó, aquests mai no s'estaran de reivindicar la seva doble ascendència: aragonesa d'una banda, i catalana de l'altra. D'aquesta manera en les constitucions i confirmacions de privilegis de les Corts de Tortosa de 1225, el rei en Jaume I d'Aragó es referí als comtes catalans com a parentum nostrorum sequentes vestigia, i el mateix rei en Jaume I en confirmació dels furs i privilegis de Saragossa del 1233 es referí als reis aragonesos com antecessorum nostrorum sequentes vestigia I aquesta reivindicació de la seva doble ascendència es perllongà fins al temps del rei en Martí I d'Aragó, qui encarregà la confecció de la Genealogia del Casal d'Aragó (Poblet, 1400) on es recopilen les efígies detallades de la seva doble ascendència: la dels reis aragonesos i la dels comtes catalans.

### Polèmiques per la terminologia

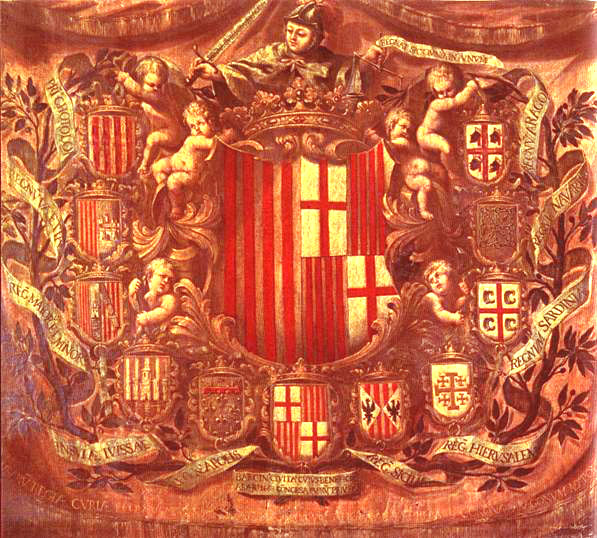
Apoteosi heràldica (Barcelona, 1681)
REGNA SUBIECTA ARAGON REGNAT SICMNIA UN UNUM
- Prin. Ghotolonia : Regnum Valentiae : Reg. Maioricarum et Minoricarum : Insulae Ivissae : Reg. Neapolis: Barcino Civitates: Reg. Siciliae : Reg. Hierusalem : Regnum Sardiniae : Regnum Navarrae : Regnum Aragon
(Museu d'Història de Barcelona, MHCB-447)

Tot i que fou concebuda com una mera unió dinàstica familiar, allò que definí i particularitzà la Corona d'Aragó fou que s'estructurà políticament com una federació d'estats medievals; cada territori es veié dotat d'una estructura política pròpia, equivalent i similar entre elles, però amb variants intrínseques adaptades a les característiques culturals, socials i econòmiques de cada estat; d'aquesta manera tant el marc jurídic, com la política comercial, la moneda i el territori, anaren configurant progressivament la personalitat pròpia de cadascun dels estats. Aquests foren gestionats en funció dels interessos estamentals de les elits dirigents de cadascun dels territoris, sempre però, condicionats a l'assoliment del pactum en Corts amb el rei. I el rei, amb tot l'aparell institucional monàrquic, esdevindrà corretja transmissora dels interessos particulars i punt de convergència dels recursos de cada estat, que seran coordinats vers la política exterior comuna; una política exterior afaiçonada per un agressiu expansionisme militar que revertirà en benefici comú de tots els territoris. Beneficis que cap d'ells mai no hauria pogut assolir actuant en solitari donada la situació geopolítica dels estats de la Corona d'Aragó, localitzats entre Regne de França, la Corona de Castella i les potències marítimes italianes.
Per explicar aquest marc institucional Antoni de Bofarull i Brocà, membre de la Real Academia de la Historia de Madrid i arxiver de l'Arxiu de la Corona d'Aragó (1852-1868), va publicar l'obra anomenada "La Confederación Catalano-Aragonesa" (1869/1872). Posteriorment però, la historiografia noucentista del segle xx va utilitzar els termes corona catalanoaragonesa, corona de Catalunya-Aragó, el títol de comte-rei i el nom Casal de Barcelona
, denominacions que ocasionen rebuig, provoquen polèmica i generen oposició en els territoris actuals de la històrica Corona d'Aragó, ja que no existeix cap menció ni document escrit del període 1164-1715 on s'utilitzin aquestes denominacions; és a dir, que són una creació dels segles XIX-XX. Així mateix l'ús de l'expressió «corona catalanoaragonesa» és aprofitat pel nacionalisme espanyol per intentar provocar la divisió i l'enfrontament de catalans amb aragonesos i valencians, així com per difamar i carregar contra el catalanisme. En aquesta línia el 2013 la presidenta d'Aragó Luisa Fernanda Rudi (PP) va aprofitar la presentació d'una exposició cultural sobre la Corona d'Aragó per afirmar que el seu govern pretenia «fer un homenatge a la veritat històrica» davant dels que s'entesten a «falsificar-la de forma deliberada amb fins polítics» en al·lusió a la Generalitat de Catalunya i els catalanistes. Mesos abans la política del PP havia derogat la llei de llengües d'Aragó i s'havia inventat la denominació LAPAO per a referir-se al català que es parla a l'Aragó. En aquesta línia s'expressa l'historiador Cristian Palomo Reina: «La tergiversació de la història de la Corona d'Aragó s'ha utilitzat moltíssim per fomentar picabaralles entre els pobles que en formaren part, i un dels principals temes d'aquesta instrumentalització ha estat el seu nom».
L'historiador Jaume Sobrequés i Callicó explica que «Una bona dels historiadors contemporanis, sobretot els més marcadament catalanistes, han sentit una certa al·lèrgia a emprar la denominació Corona d'Aragó per designar la pluralitat d'estats que la componien, i s'han estimat més usar l'expressió unió o confederació catalano-aragonesa, sense cap tradició històrica en els períodes en què va existir»; després de recordar que l'entrada Corona d'Aragó ni existeix en la Gran Enciclopèdia Catalana aclareix que «com reconeix Max Cahner, redactor de l'article corresponent, la història només registra les denominacions Corona Reial, Corona d'Aragó i de Catalunya, Ceptre Reial, regnes d'Aragó, Aragó tot sol o Corona d'Aragó». Així mateix, el reputat heraldista català Armand de Fluvià i Escorsa, defensor de l'origen català de la Senyera Reial, de l'ús del títol comte-rei, i de la numeració comtal pels reis d'Aragó, també ha denunciat que «la corona catalano-aragonesa mai no va existir, va existir la corona d'Aragó».
El terme Corona d'Aragó, que té un ampli suport dins la historiògrafa contemporània en castellà, no queda lliure de la polèmica entre els historiadors, alguns d'ells no reconeixen el terme com a correcte o el circumscriuen a èpoques molt determinades. Per la seva part l'historiador Cristian Palomo Reina considera que els conceptes «confederació o federació per catalogar els dominis del rei d'Aragó entre els segles XII i XVIII resulta erroni perquè presuposa un anacronisme flagrant».

### Reivindicació de la històrica Corona d'Aragó

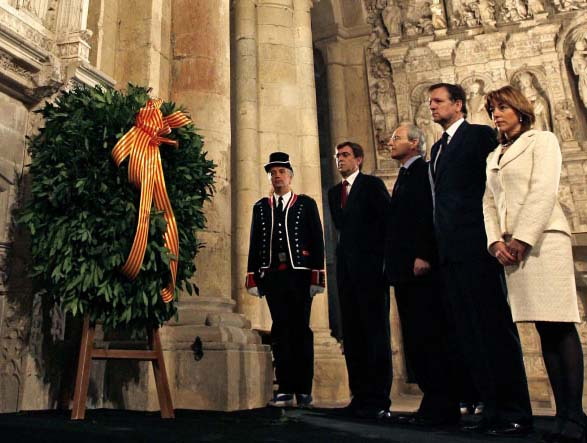
Acte de commemoració dels 800 anys del naixement de Jaume I celebrat al Reial Monestir de Santa Maria de Poblet l'any 2008. Hi van assistir el President de les Illes Balears Francesc Antich, el President de Catalunya José Montilla, el President d'Aragó Marcel·lí Iglesias i la consellera de cultura Trinitat Miró –ja que el President del País Valencià Francisco Camps es va negar a participar en l'acte.

Menys d'un segle després de l'aniquilació i annexió a la Corona de Castella el 1714, el polític català Antoni de Capmany reivindicà la monarquia constitucional de la Corona d'Aragó i recordà les institucions lliures amb què es governava Catalunya «fins a l'any 1714, quan les armes de Felip V, més poderoses que les lleis, feren callar totes les institucions lliures de Catalunya»; aquesta reivindicació tingué lloc durant les Corts de Cadis el 1812. Però el col·lapse de l'Antic règim absolutista borbònic el 1833 i la construcció de l'estat liberal a Espanya no suposà la recuperació del sistema constitucional propi dels estats de la Corona d'Aragó sinó que consagraren el Regne constitucional d'Espanya com un règim polític unitari i centralitzat basant-se en l'anterior règim absolutista. El 1869 Valentí Almirall propulsà el Pacte de Tortosa, un manifest ideològic que projectava l'organització i coordinació de les forces republicano-federalistes dels històrics estats de la Corona d'Aragó: Aragó, València, Les Balears i Catalunya. El nacionalisme espanyol reaccionà violentament contra el projecte federal de la Corona d'Aragó i va blasmar-lo despectivament intentant ridiculitzar-lo amb el nom de «Pacto de la Coronilla de Aragón». El 1880 el catalanista Víctor Balaguer, autor de Historia de Cataluña y de la Corona de Aragón, inicià una gira de propaganda per Aragó, València i Catalunya, els territoris peninsulars de la Corona d'Aragó, en la qual combinava els actes culturals com els Jocs Florals amb els actes polítics. Els nacionalistes espanyols reaccionaren novament blasmant la campanya de «andanza de torvador medieval a las provincias que compusieron la Coronilla de Aragón», terme aquest darrer que repugnava profundament a Víctor Balaguer, polític catalanista que també havia fundat a Barcelona el diari progressista La Corona de Aragón, legal només durant el Bienni Progressista (1854-1856), i des del qual havia reivindicat el passat gloriós de Catalunya alhora que exigia una descentralització política i organització autònoma conjunta pels territoris històrics de la Corona d'Aragó.

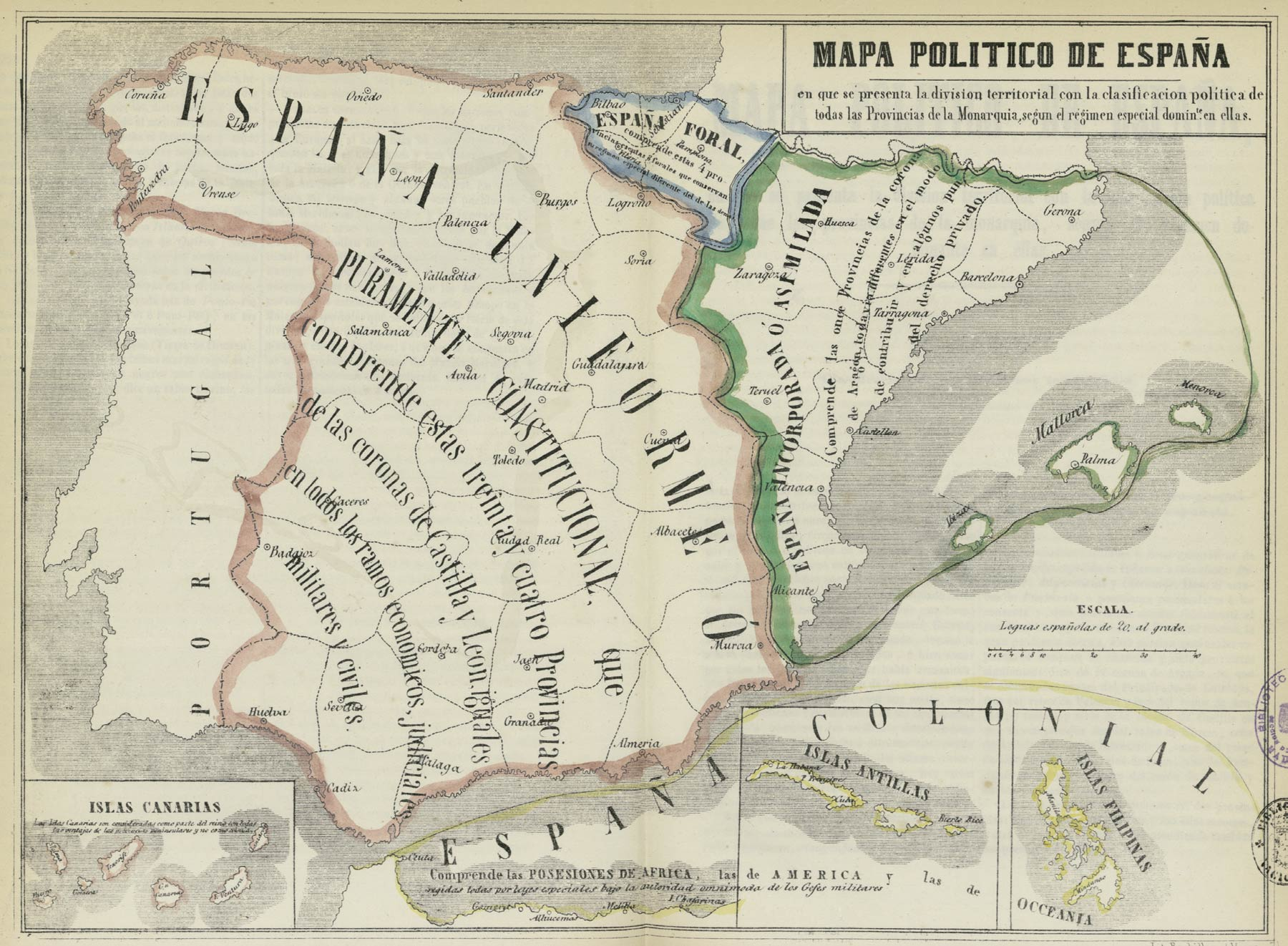
Mapa polític d'Espanya de 1852.
El mapa identifica políticament els territoris «purament constitucionals» (Corona de Castella), els territoris «forals» (País Basc i Navarra), els
territoris «colonials» (Marroc, Filipines i Cuba),
i els «territoris assimilats» (Corona d'Aragó)

Contemporàniament el president de Catalunya Pasqual Maragall va demanar el 2003 una euroregió que es correspongués amb l'antiga Corona d'Aragó amb la incorporació del Llenguadoc-Rosselló i el Migdia-Pirineus. Pasqual Maragall considerà que l'estat espanyol no s'hauria de veure amenaçat per la potència econòmica d'aquesta nova euroregió, ja que està «perfectament en línia amb les preocupacions i prioritats de la Unió Europea» esdevenint «un grup de regions que es posen juntes per a administrar una sèrie d'interessos comuns». La proposta de Pasqual Maragall va desencadenar l'oposició frontal del president espanyol José María Aznar (PP), que va acusar Maragall de voler reinventar la Corona d'Aragó buscant una nova forma de relacionar-se amb Espanya, «com si fos diferent d'Espanya». Amb la mateixa bel·ligerància es pronuncià el vicepresident primer Mariano Rajoy (PP), que va carregar contra la proposta d'una euroregió de la Corona d'Aragó afirmant que seria una amenaça que «posaria en perill el model de convivència d'Espanya» que tants èxits els ha aportat des de Madrid. En aquesta línia, la Constitució de 1978 del Regne d'Espanya prohibeix específicament la federació entre comunitats autònomes en el seu article 145: «En ningún caso se admitirá la federación de Comunidades Autónomas». Pel que fa a les polèmiques terminològiques el 2010 el president catalanoparlant d'Aragó Marcel·lí Iglesias i Ricou apel·là a la «història comuna tan atractiva» entre aragonesos i catalans, lamentant que ara des de «Catalunya se'ns mira per sobre de l'espatlla i ho lamentem, ho sentim, ens afecta» i proposant que hi ha situacions que «hauríem de ser capaços de superar. Hem d'evitar que es cronifiquin», ja que és en benefici comú, recordant que Aragó i Catalunya «varen anar de la mà» per tombar el Pla Hidrològic Nacional de José María Aznar, i que les economies d'Aragó i Catalunya estan cada vegada més integrades.

## Heràldica dels sobirans de la Corona d'Aragó

Escut d'armes de Ramon Berenguer IV a Alfons I
Escut d'armes d'Alfons el Trobador a Pere el Catòlic
Escut d'armes de Pere el Catòlic a Pere el Cerimoniós
Escut d'armes de Pere el Cerimoniós a Ferran el Catòlic
Escut d'armes d'Alfons el Magnànim a Carles l'Arxiduc

## Heràldica dels principals regnes de la Corona d'Aragó

Escut d'armes del Regne d'Aragó
Escut d'armes del principat de Catalunya
Escut d'armes del Regne de Mallorca
Escut d'armes del Regne de València
Escut d'armes del Regne de Sicília
Escut d'armes del Regne de Sardenya
Escut d'armes del Regne de Nàpols

## Heràldica de les principals capitals de la Corona d'Aragó

Escut d'armes de Barcelona
Escut d'armes de Saragossa
Escut d'armes de Ciutat de Mallorca
Escut d'armes de València
Escut d'armes de Càller

## Territoris de la Corona d'Aragó
Els següents són els territoris que, en un moment o altre, van estar sota el domini del Casal d'Aragó i formaren part del conjunt territorial denominat Corona d'Aragó:
| - Regne d'Aragó (1137-1710) - Principat de Catalunya (1137-1714) - Comtat de Provença - Comtat de Niça - Comtat de Gavaldà - Senyoria de Montpeller - Baronia d'Omeladès - Vescomtat de Carlat - Vescomtat de Millau - Comtat d'Avinyó - Regne de València (1239-1707) - Regne de Mallorca (1231-1715) - Comtats del Rosselló, el Conflent i la Cerdanya (1137-1649) - Andorra (annexió breu a la Corona el 1396 i el 1512) - Regne de Nàpols - Còrsega - Regne de Sardenya - Regne de Sicília - Ducat de Neopàtria (1319-1390) - Ducat d'Atenes (1318-1388) - Comtat de Salona - Senyoria d'Egina - Gerba - Comtat de Malta - Regne de Navarra (1512-1515) - Regne de Múrcia | - Comtat de Tolosa (vassallatge) - Comtat Venaissí (vassallatge) - Comtat de Nimes (vassallatge) - Comtat de Carcí (vassallatge) - Comtat de Dia (vassallatge) - Comtat de Gap (vassallatge) - Comtat de Forcalquier (vassallatge) - Comtat d'Embrun (vassallatge) - Comtat d'Aurenja (vassallatge) - Comtat de Carcassona (vassallatge) - Comtat de Rasès (vassallatge) - Comtat de Foix (vassallatge) - Comtat d'Albi (vassallatge) - Comtat de Lodeva (vassallatge) - Comtat de Bigorra (vassallatge) - Comtat de Rodés (vassallatge) - Comtat de Comenge (vassallatge) - Comtat de Valentinois (vassallatge) - Comtat del Vivarès (vassallatge) - Comtat d'Agen (vassallatge) - Vescomtat de Besiers (vassallatge) - Vescomtat de Bearn (vassallatge) - Vescomtat de Gabardà (vassallatge) - Vescomtat de Brulhès (vassallatge) - Vescomtat de Coserans (vassallatge) - Vescomtat de Marsan (vassallatge) - Vescomtat de Narbona (vassallatge) - Vescomtat de Lodeva (vassallatge) - Vescomtat de Marsella (vassallatge) - Marquesat de Busca (Piemont) (vassallatge) |

## L'adveniment del llinatge dels comtes de Barcelona a la Casa reial d'Aragó (1137-1162)

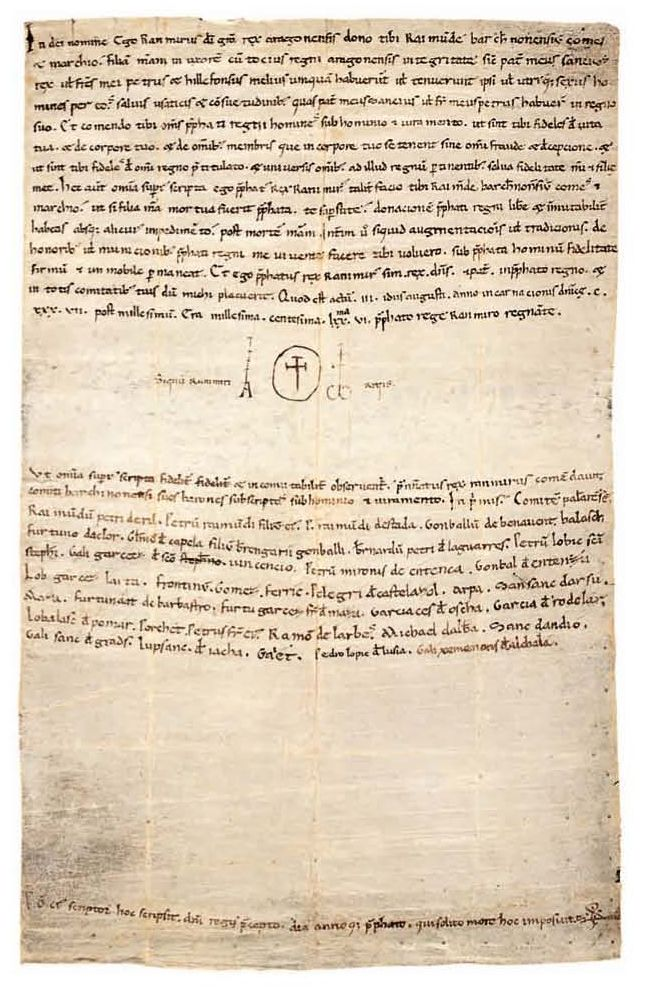
Als Capítols matrimonials de Barbastre de l'11 d'agost del 1137 es pactà el matrimoni entre el comte de Barcelona Ramon Berenguer IV i la reina Peronella d'Aragó, que conceberen un fill i successor comú pels seus territoris i que suposà també el naixement de la Corona d'Aragó.
(ACA, Perg. RBIV, car. 35, núm. 86)

Malgrat que la denominació conjunta de Corona d'Aragó no aparegué fins al segle xiv, en historiografia s'utilitza aquesta denominació de manera retrospectiva per comoditat. El naixement de la Corona d'Aragó, ço és el conjunt territorial format pel Regne d'Aragó i el comtat de Barcelona es produí el 1162, any en què Alfons el Cast començà a regnar i esdevingué el primer rei d'Aragó i comte de Barcelona («primus rex et comes»). Tot i així, la gestació de la Corona d'Aragó es remunta uns anys enrere, el 1137, any en què es pactà el matrimoni del comte de Barcelona Ramon Berenguer IV i la reina Peronella d'Aragó, pares d'Alfons el Cast.
L'adveniment dels comtes de Barcelona a la Casa Reial d'Aragó es deu al fet que el rei d'Aragó i Pamplona Alfons I va morir sense hereus mascles el 1134. En el seu testament va deixar nomenats, com a hereus de tots els seus regnes, els ordes militars, decisió que no fou acatada pels seus súbdits i provocà un complex procés successori. D'una banda els barons aragonesos proclamaren sobirà el germà del difunt rei, el bisbe Ramir Sanxes, mentre que els barons pamplonesos proclamaren successor un altre parent del rei, el noble Garcia Ramires. Per la seva part el rei de Castella Alfons VII també al·legà drets a l'herència, mentre que ni els ordes militars ni la Santa Seu feren cap gest per posar-se al capdavant dels regnes d'Aragó i Pamplona. El conflicte que sorgí entre els pretendents es veié agreujat per l'ofensiva llançada pels almoràvits, que reconqueriren gran part del territori que anys abans havia conquerit el difunt rei Alfons I d'Aragó i Pamplona. Inicialment el bisbe Ramir Sanxes, ja com a rei Ramir II d'Aragó, provà d'arribar a acords amb els altres aspirants, però el fracàs dels pactes dugué a la separació definitiva dels regnes d'Aragó i Pamplona i l'obligà a contraure matrimoni per tal de concebre un fill, malgrat la seva condició de religiós; el resultat però no fou el desitjat, un fill mascle, sinó que el 1136 nasqué una femella, Peronella. A diferència de Castella, a Aragó les dones no podien exercir la potestas (poder) reial, sinó que tan sols podien transmetre els drets successoris. Aquest fet obligà Ramir II d'Aragó a buscar un marit per a la seva filla, a fi que aquesta concebís en el futur un fill mascle a qui poder transmetre la successió al Regne d'Aragó. Inicialment l'escollit per casar-se amb Peronella fou el fill del rei de Castella, però els barons aragonesos rebutjaren aquesta possibilitat temerosos de caure sota el domini dels castellans.

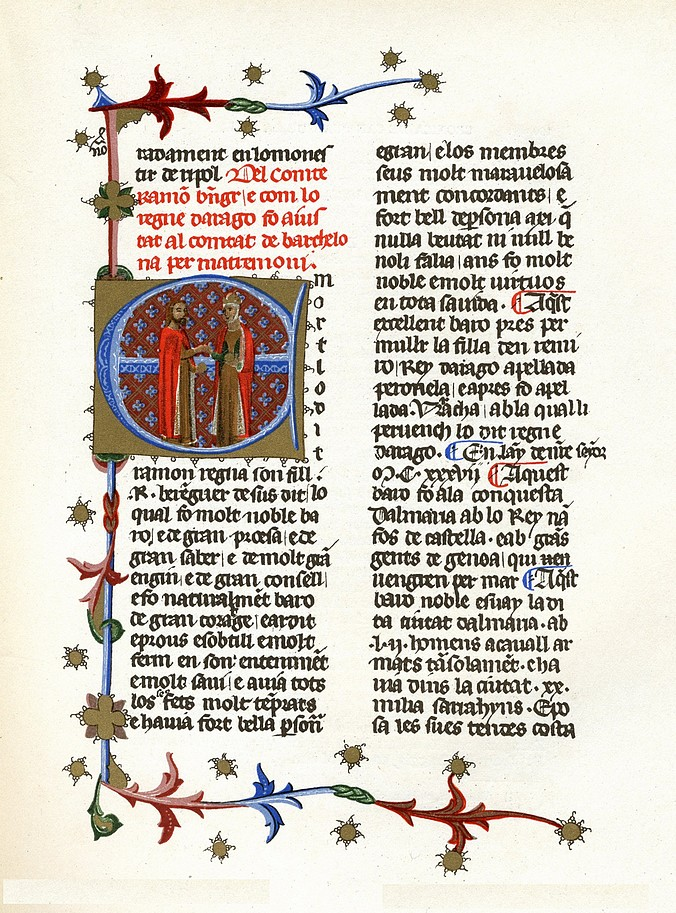
Íncipit i Caplletra E de les Cròniques dels reis d'Aragó e comtes de Barcelona: «Del comte Ramon Berenguer e com lo regne darago fo ajuntat al comtat de Barcelona per matrimoni. E mort lo dit […] E aquest excelent baro pres per muller la filla den remiro rey darago apellada Peronella e apres fo apellada Urraca amb la qual li pervench lo dit regne darago.» (ms. núm. 17, f.24r)

Finalment, l'11 d'agost del 1137, tres anys després de la mort del rei Alfons I d'Aragó i Pamplona, el rei Ramir el monjo pactà el matrimoni de la seva filla amb el comte de Barcelona Ramon Berenguer IV. Mitjançant una sèrie de documents, en particular, l'abdicació del rei Ramir II el 13 de Novembre de 1137 coneguda com la Renúncia de Saragossa (1137), va donar la potestas (poder) a Ramon Berenguer IV, que a partir d'aleshores va esdevenir sobirà i exercí el principatum (Sobirania, cabdillatge militar i govern) sobre els barons aragonesos. Així mateix va donar-li la seva filla amb el seu regne, no el Regne d'Aragó directament. El Regne d'Aragó tan sols passaria a Ramon Berenguer IV en el cas que Peronella morís, però donat que això mai no succeí, la propietat del regne fou sempre de la seva muller, Peronella. Ramir II no va poder entregar-li la propietat del regnum a Ramon Berenguer perquè les terres patrimonials del rei, la terra regis, tan sols podien donar-se als membres de la família reial aragonesa, i Ramon Berenguer IV mai no va ni integrar-se, ni formar part de la família reial aragonesa. En ser marit de Peronella va exercir el dominatum, com a senyor propietari del Regne d'Aragó, però en darrer terme, la propietat de la terra regis fou de Peronella, que el 1164 el donà al seu fill, el futur rei Alfons el Cast, confirmant el testament del seu marit. Allò que mai no cedí el rei Ramir el monjo fou la dignitat de rex, que es reservà per a ell fins a la seva mort. Inclús després de la mort d'aquest l'any 1157, el comte de Barcelona no va prendre la dignitat reial. La dignitat (títol) que prengué Ramon Berenguer IV fou la de Princeps (sobirà) dels aragonesos i Dominator del regne dels Aragonesos, dignitats que Ramon Berenguer IV sempre va posar en lloc secundari per darrere del seu títol principal i més important, el de ser Comte de Barcelona. Finalitzats els acords successoris de 1137 el rei Ramir el Monjo es retirà novament a la vida monàstica.
Ramon Berenguer IV va desenvolupar una política de conciliació amb totes les parts implicades en la successió aragonesa car va fer homenatge a Alfons VII per Saragossa (Regnum Cesaraugustanum), i va iniciar negociacions amb la Santa Seu per arribar a una entesa sobre els drets dels ordes militars a Aragó. Les relacions diplomàtiques amb la Corona de Castella es van concretar en l'ajut donat per Ramon Berenguer IV a Alfons VII en la Croada contra al-Mariyya (1147) i, més tard, en l'acord conjunt de repartiment de les futures conquestes a l'Àndalus (tractat de Tudellén, 1151). L'expansió cap al sud va rebre un fort impuls arran de la unió d'aragonesos i catalans, dirigint-se cap a la conquesta definitiva de l'Emirat de Turtuixa i de l'Emirat de Làrida, i a l'altra banda de l'Ebre amb la reconquesta dels territoris que els almoràvits havien ocupat arran de la mort del rei Alfons I d'Aragó i Pamplona i el caos successori posterior. El primer objectiu que s'aconseguí va ser la recuperació d'Alcolea de Cinca i Sariñena (1141), després Qalat Darwaca (1142), seguida per la conquesta de Madina Turtuixa (1148), i per les conquestes de Madina Làrida i Madina Afraga (1149); amb l'ocupació posterior de la fortalesa de Mequinensa s'obria la ruta de l'Ebre entre el Regne d'Aragó i el comtat de Barcelona.
Cap al final del govern de Ramon Berenguer IV es va portar a terme la darrera fase de l'expansió territorial amb la conquesta de l'Emirat de Xibràna i l'ocupació de les posicions sarraïnes de Muràbit i de Xibràna (1152-1153). El castell de Miravet, a l'Ebre, va quedar sota la custòdia del mestre de l'orde del Temple Pere de Rovera; i Siurana i Prades, plaça estratègica del Priorat, es va donar al cavaller Bertran de Castellet, senyor de Reus, amb la condició de repoblar-la. A aquesta activitat conqueridora, va seguir una llarga tasca de colonització, repoblació i organització, com queda demostrat per les cartes de poblament i franquesa atorgades aquells anys. L'orde del Cister va tenir un paper preponderant a la Catalunya Nova i va aixecar els seus monestirs a: Poblet, Santes Creus i Vallbona de les Monges.

## La unió dinàstica: Aragó i Barcelona (1162)
Amb matrimoni entre el comte de Barcelona Ramon Berenguer IV i la reina Peronella d'Aragó es va concebre la unió dinàstica que s'encarnà en la persona del seu fill, Alfons el Cast, successor comú d'ambdós conjunts territorials el 1162. El conjunt territorial que aquest va rebre, però, presentava notables diferències; d'una banda el Regne d'Aragó havia nascut com una part integrant del Regne de Pamplona, sent governat així mateix per una branca de la dinastia navarresa que primerament va buscar fugir del vassallatge pamplonès declarant-se vassalls del Papa i que finalment va acabar governant tant a Aragó, Ribagorça i Sobrarbe, com al Regne de Pamplona. La separació definitiva entre el Regne d'Aragó i el Regne de Pamplona no va succeir fins al 1134 arran del procés successori ocasionat per la mort del rei Alfons I d'Aragó i Pamplona. Per la seva part el comte de Barcelona exercia la seva potestas (poder) sobre un conjunt de comtats que des dels temps de Borrell II havien buscat fugir del vassallatge francès, i que de la mateixa manera que en el cas aragonès s'havien declarat vassalls del Papa amb aquest objectiu.

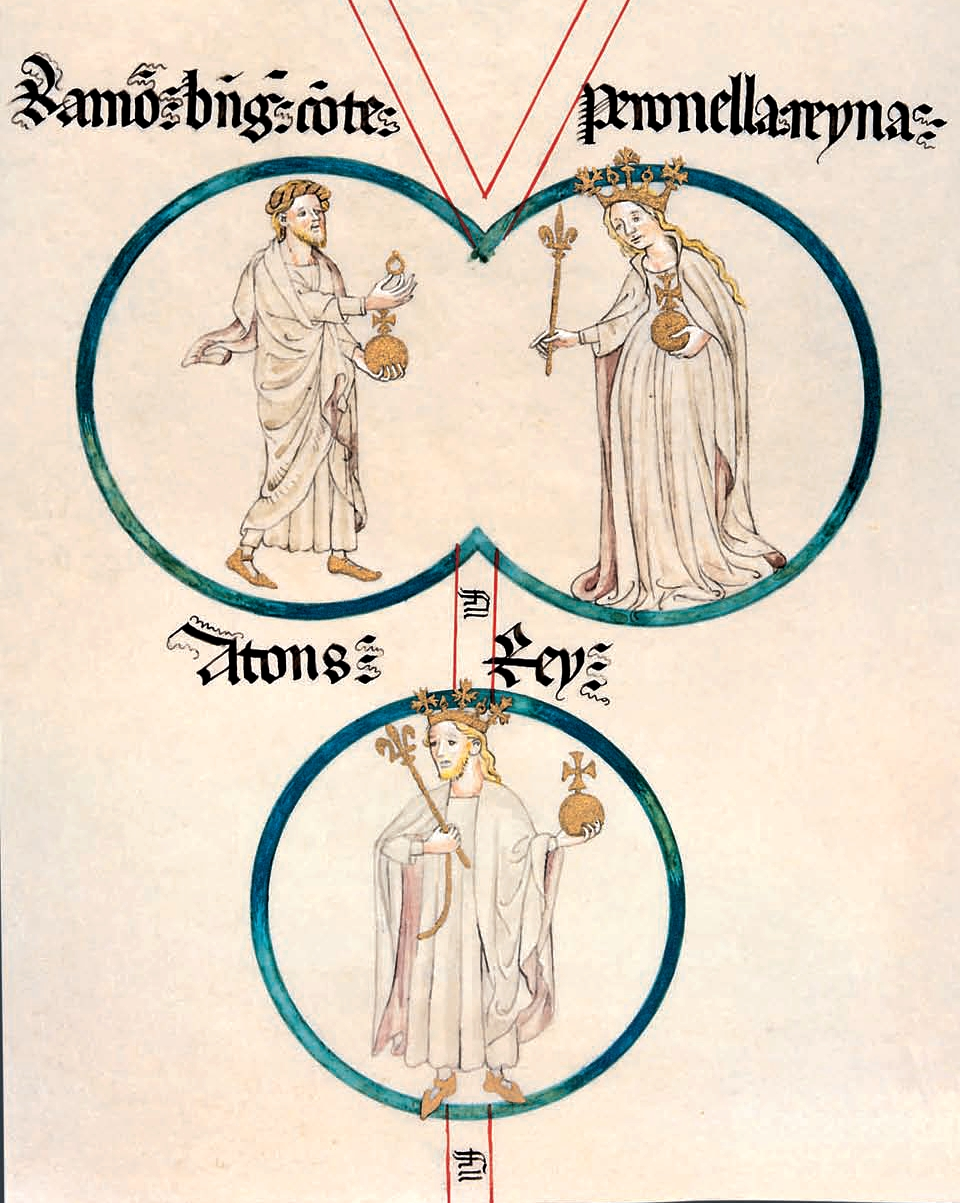
La doble ascendència del Casal d'Aragó fou representada en la Genealogia del Casal d'Aragó (Poblet, 1400), obra encarregada pel rei Martí l'Humà com a obsequi pel seu fill Martí el Jove.

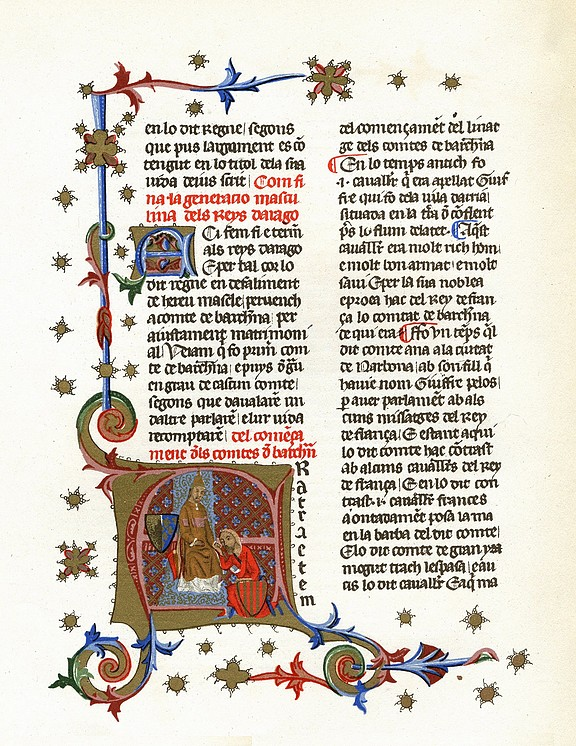
Cròniques dels reis d'Aragó e comtes de Barcelona, capítols XX i XXI:
«Com fina la generació masculina dels reis d'Aragó: Ací fem fi e terme als reis d'Aragó. E per tal com lo dit regne, en defalliment d'hereu mascle, pervenc a comte de Barcelona per ajustament matrimonial, vejam qui fo primer comte de Barcelona, e puis de grau en grau de cascun comte, segons que davallaren un d'altre, parlarem e llur vida recontarem.
Del començament dels comtes de Barcelona: Ara tactem del començament del llinatge dels comtes de Barcelona. En lo temps antic fo un cavaller qui era apellat Guifré qui fo de la vila d'Arrià […] el dit comte anà a la ciutat de Narbona, ab son fill qui havia nom Guifré Pelós, per haver [...]»
(ms. núm. 17, f.24r)

Ramon Berenguer IV, comte dels barcelonins i prínceps dels aragonesos, morí sobtadament a Borgo San Dalmazzo el 7 d'agost del 1162; dictà oralment les seves darreres voluntats en el seu Testament sacramental, deixant al seu fill primogènit a qui anomenava «Ramon» (referint-se a Alfons el Cast) tots els honors (propietats) que tenia a Barcelona, a Aragó, i a tots els seus dominis, excepció feta del comtat de Cerdanya, que donava al seu segon fill perquè els tingués en feu del seu germà major. La lectura pública del testament es va fer en l'assemblea general d'Osca l'11 d'octubre del 1162. A partir d'aleshores s'inicià el regnat d'Alfons el Cast i ambdós conjunts territorials tingueren un sobirà comú, fet que suposa el naixement de la Corona d'Aragó. Això no obstant, la minoria d'edat d'Alfons suposà que aquest fos aconsellat per un Consell de regència fins que el sobirà va contraure matrimoni i obtingué la majoria d'edat el 1174.
Segons constata l'historiador Santiago Sobrequés, fou just a partir del 1162 quan el fill de Ramon Berenguer IV i de Peronella va heretar ambdues unitats polítiques amb plenitud de titulació, tal com reflecteix la titulació dels documents: Ego Ildefonsus, gratia Dei rex Aragonensis et comes Barchinonensis, filius qui fui domini venerabilis Raimundi Berengari, comitis Barchinonensis et principis Aragonensis et uxoris eius, Aragonensis regine; essent jurat solemnement el 24 de febrer del 1163 com a Alfons, comte de Barcelona. Per la seva part l'historiador Antonio Ubieto afegeix que l'any següent, el 18 de juny del 1164, la seva mare la reina Peronella d'Aragó reafirmà el seu testament de 1152 i realitzà una abdicació i donació pública del Regne d'Aragó en favor del seu fill Alfons; l'ànim de l'abdicació podria ser el d'evitar qualsevulla reclamació per part de tercers, ja fos des de Castella o des de Navarra, sobre els drets al Regne d'Aragó, senyalant a l'inici del document que «És decret de legal autoritat que la cosa donada, si ha estat lliurada, de cap manera pugui ser demanada pel donador», i remarcant que lloa i ratifica el Testament sacramental de Ramon Berenguer IV (1162); finalment, l'11 de novembre del 1164 Alfons era jurat com a rei d'Aragó a Saragossa en una assemblea amb els magnats aragonesos.
Malgrat que en la historiografia actual s'empra la denominació «Corona d'Aragó» ja des de l'inici del regnat d'Alfons el Cast, ni la denominació ni el concepte d'unitat de la Corona existien aleshores. La unió dinàstica d'una sèrie d'estats que tenien com a únic vincle en comú la persona del seu sobirà es posa de manifest el testament d'Alfons el Cast, quan denomina el conjunt de territoris sota la seva sobirania com a «terra mea», mentre que quan es refereix a la «Corona reial», ho fa només per a referir-se a l'objecte físic en si, una corona que ni tan sols deixà al seu successor sinó que donà al monestir de Santa Maria de Poblet. El mateix s'observa en els repartiments testamentaris de Jaume el Conqueridor, on es posa novament de manifest la concepció patrimonialista sobre els territoris i com el desmembrament d'aquests entre els seus fills mostra l'absència de cap concepte d'unitat en la Corona. No serà fins al regnat de Jaume el Just (1267-1327) quan apareix la denominació «Corona d'Aragó» i, amb els «Juraments de la Unió», el concepte d'indivisibilitat territorial, transformant així una mera unió dinàstica en una potent federació d'estats amb entitat jurídica i drets propis. Quedà establerta així i fins al 1715 la consagració de la «Unió» indissoluble d'Aragó, València i Catalunya, reincorporant-s'hi el 1344 Mallorca i els territoris adjacents.

## Ordenació institucional de la unió dinàstica (1162-1213)

### El regne dels Aragonesos

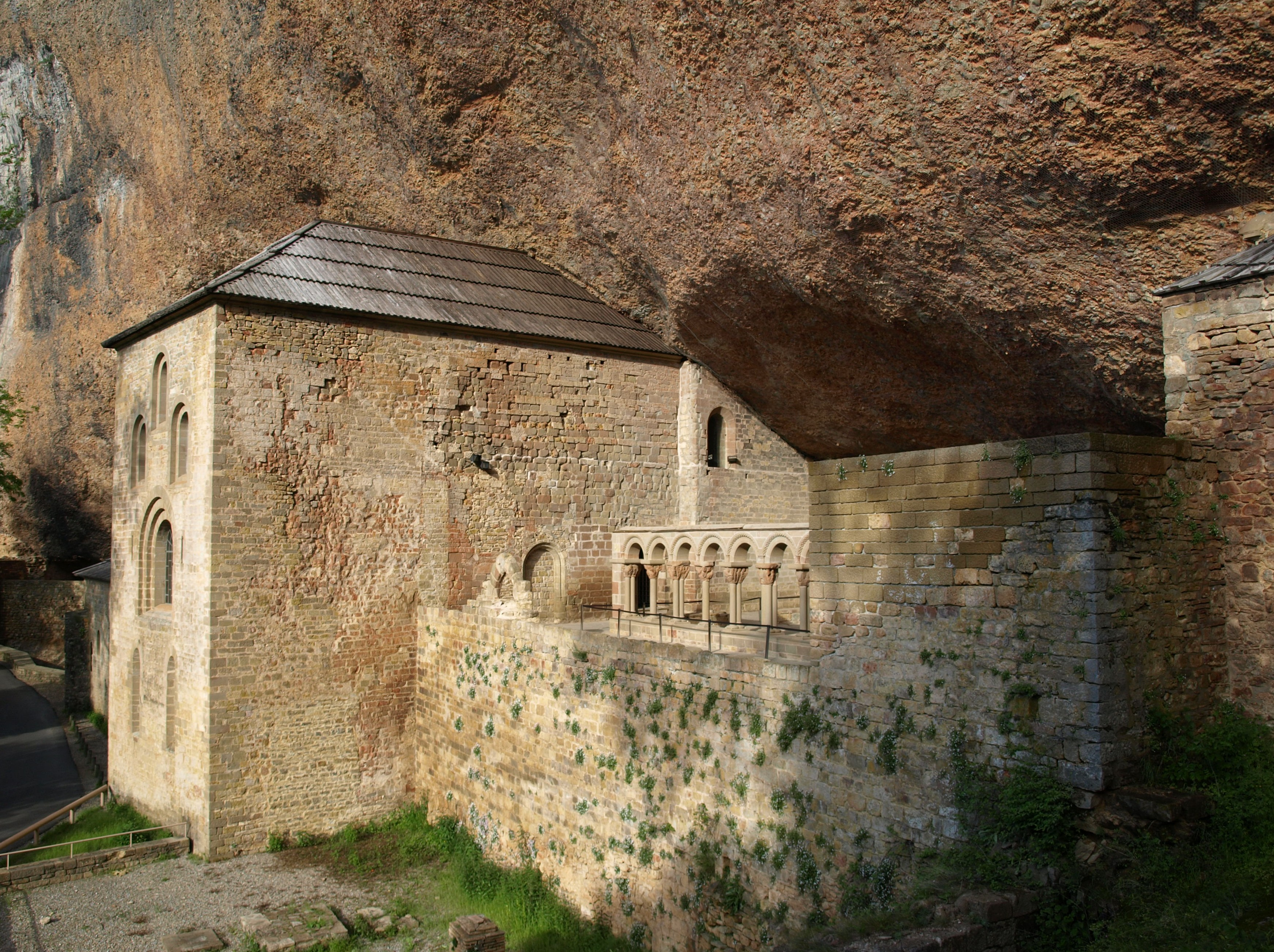
Monestir de Sant Joan de la Penya prop de la ciutat reial aragonesa de Jaca

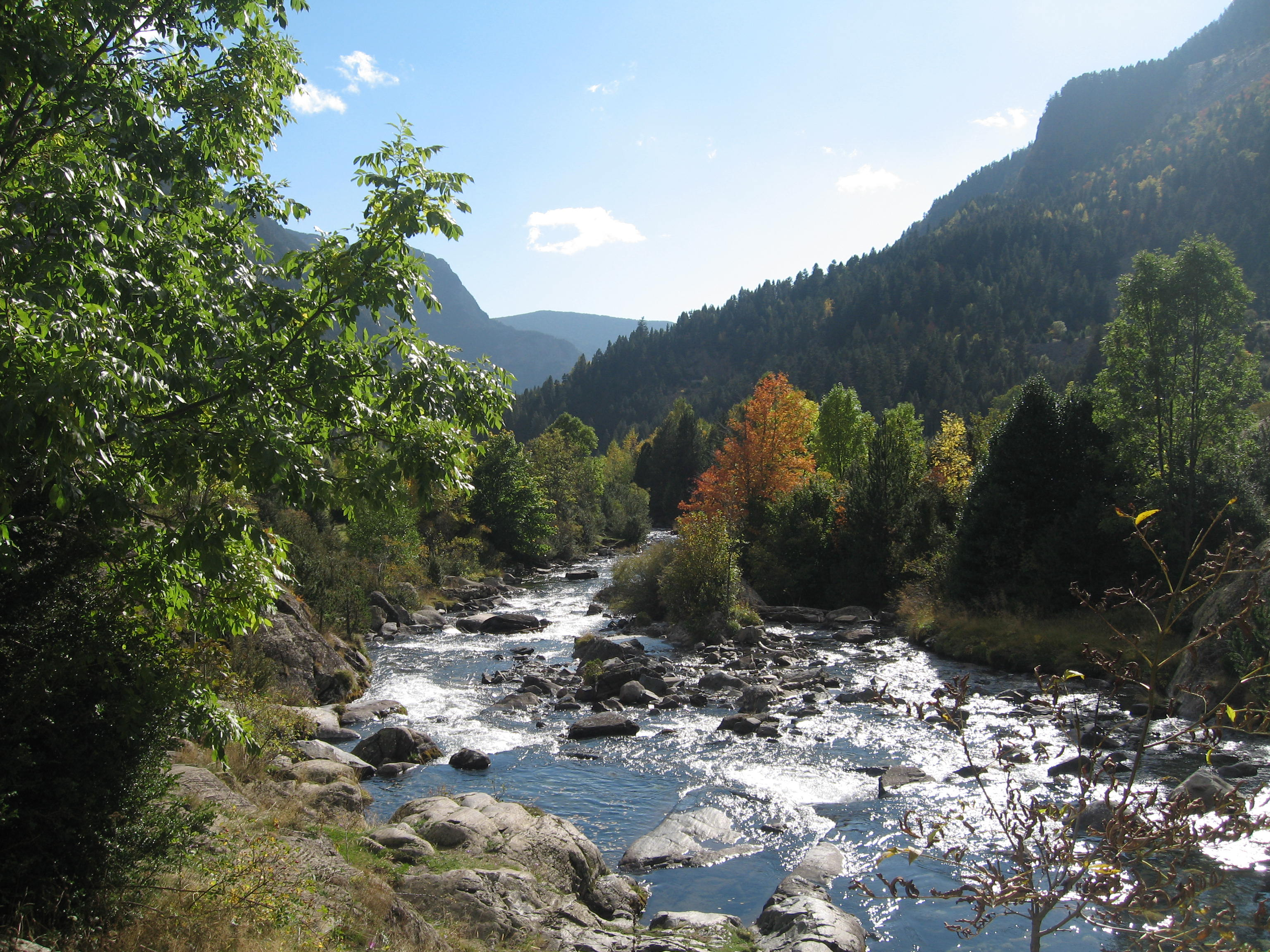
Vall de Benasc al Comtat de Ribagorça

Els orígens del Regne d'Aragó es remunten a l'antic comtat d'Aragó, un petit territori pirenaic vertebrat a l'entorn del riu Aragó i que donà nom al comtat. S'han proposat dues etimologies pel riu Aragó: una d'arrel vascònica Ura goin, que significaria «l'aigua (que baixa) de les alçades», i l'altra d'arrel cèltica Ara gon que significaria similarment «riu de les muntanyes». El comtat d'Aragó va restar durant un breu període sota la dominació de l'Imperi franc, però arran de la batalla de Roncesvalles afermà la seva independència. El comtat fou governat per una dinastia pròpia fins que per via matrimonial el 925 entrà a formar part dels dominis patrimonials del Regne de Pamplona. Un segle més tard, el 1035, el rei Sanç Garcés III de Pamplona donà en herència a un dels seus fills, Ramir Sanxes, el conjunt de terres que van des de Matidero a Vadoluengo i que es corresponien aproximadament amb els límits de l'antic comtat d'Aragó, per tal que les tingués en homenatge i feu del seu germà, el rei Garcia Sanxes III de Pamplona. Malgrat que Ramir Sanxes mai no s'intitulà rei, i que les seves terres mai no foren un regne sinó que formaven part íntegra del Regne de Pamplona, es considera tradicionalment que Ramir Sanxes fou el primer rei d'Aragó, i que el 1035 nasqué el Regne d'Aragó. El seu fill i successor fou Sanç Ramires, que igual que el seu pare no s'intitulà rei, però va buscar fugir del vassallatge pamplonès anà el 1068 a Roma i es declarà vassall del Papa. Però un fet inesperat succeí poc després, el 1076, car el seu cosí i rei Sanç Garcés IV de Pamplona fou assassinat pel seu propi germà Ramon Garcés. Els nobles pamplonesos, no volent ser governats per un rei fratricida, proclamaren a Sanç Ramires com a nou rei de Pamplona, moment a partir del qual usà ja sense limitacions la dignitat (títol) de rei, intitulant-se «rei dels Aragonesos i dels Pamplonesos», en llatí: «gratia Dei Aragonensium et Pampilonensium rex» (Sanç I d'Aragó i de Pamplona).
La monarquia pamplonesa tenia unes característiques pròpies que s'articulaven a l'entorn de la figura del rex i el regnum. El rex es caracteritzava per la dignitat (títol): rex, exercir la potestas (poder): el govern i cabdillatge militar, i tenir l'honor (propietat) íntegra del regnum. El regnum estava format pels barons i la terra, que podia ser de tres tipus, terra regis, honor regalis, i els alous baronials. La relació del rex amb el regnum es guiava a través del principatum actuant com a cabdill nat de l'exèrcit i de l'administració de justícia, i el dominatum actuant com a senyor de la terra. Però si els interessos generals entraven en conflicte amb determinats sectors, els furs, usos i costums oferien l'única sortida legal al conflicte: el pacte, que ja caracteritzava la monarquia pamplonesa. Aquests furs, usos i costum establien els deures de la monarquia: la defensa de la pau i l'ordre a la terra i als homes, que suposava l'obligació de defensar la integritat territorial i de mantenir els homes en «la honor» que corresponia a cadascun. Per la seva part, els «barons» estaven obligats a servir-lo militarment i a aconsellar-lo a través de la cúria reial.
La successió estava vinculada al primogènit mascle, reconeixent a la femella tan sols la facultat de transmissora de l'honor (propietat) reial, però no la capacitat per exercir la potestas (poder) reial. La successió es feia a través d'un acte públic de donació de l'antecessor, que necessitava l'aquiescència dels barons, així com el reconeixement explícit del deure de respectar els furs, usos i costums del regnum. El primogènit havia de rebre íntegrament la terra regis, el patrimoni reial, de manera que el rei tan sols podia repartir lliurement els acaptes, és a dir, les terres que hagués conquerit en vida seva, però no les terres que hagués rebut en herència del seu pare. Un cop feta la donació al primogènit mascle, les terres conquerides que li hagués donat en herència passaven a incorporar-se a la terra regis del primogènit, el qual al seu torn l'hauria de transmetre íntegrament al seu fill i successor, podent disposar a voluntat només de les noves terres que fos capaç de conquerir durant la seva vida. L'objectiu era assegurar que el patrimoni reial, terra regis, s'incrementava generació rere generació i no es produïa un fraccionament territorial que impossibilités la viabilitat de la monarquia. D'aquesta manera i sobre la base dels territoris patrimonials d'Aragó, Pamplona, Ribagorça i Sobrarbe, s'anà augmentant la terra regis afegint successivament per via de conquesta el regnum de Nájera, el regnum de Montsó, el regnum de Tudela i, finalment, el regnum de Saragossa. Aquesta unitat patrimonial tan sols es fraccionà arran del problema successori ocasionat per la mort sense successors del rei Alfons I d'Aragó i de Pamplona, que provocà la separació del Regne de Pamplona i el Regne d'Aragó. Malgrat això el comte Ramon Berenguer IV intentà diverses vegades recuperar la sobirania sobre el Regne de Pamplona, a la par que afermà la seva sobirania sobre el regnum de Saragossa, reclamat pel rei de Castella Alfons VII.

### El comtat dels Barcelonins

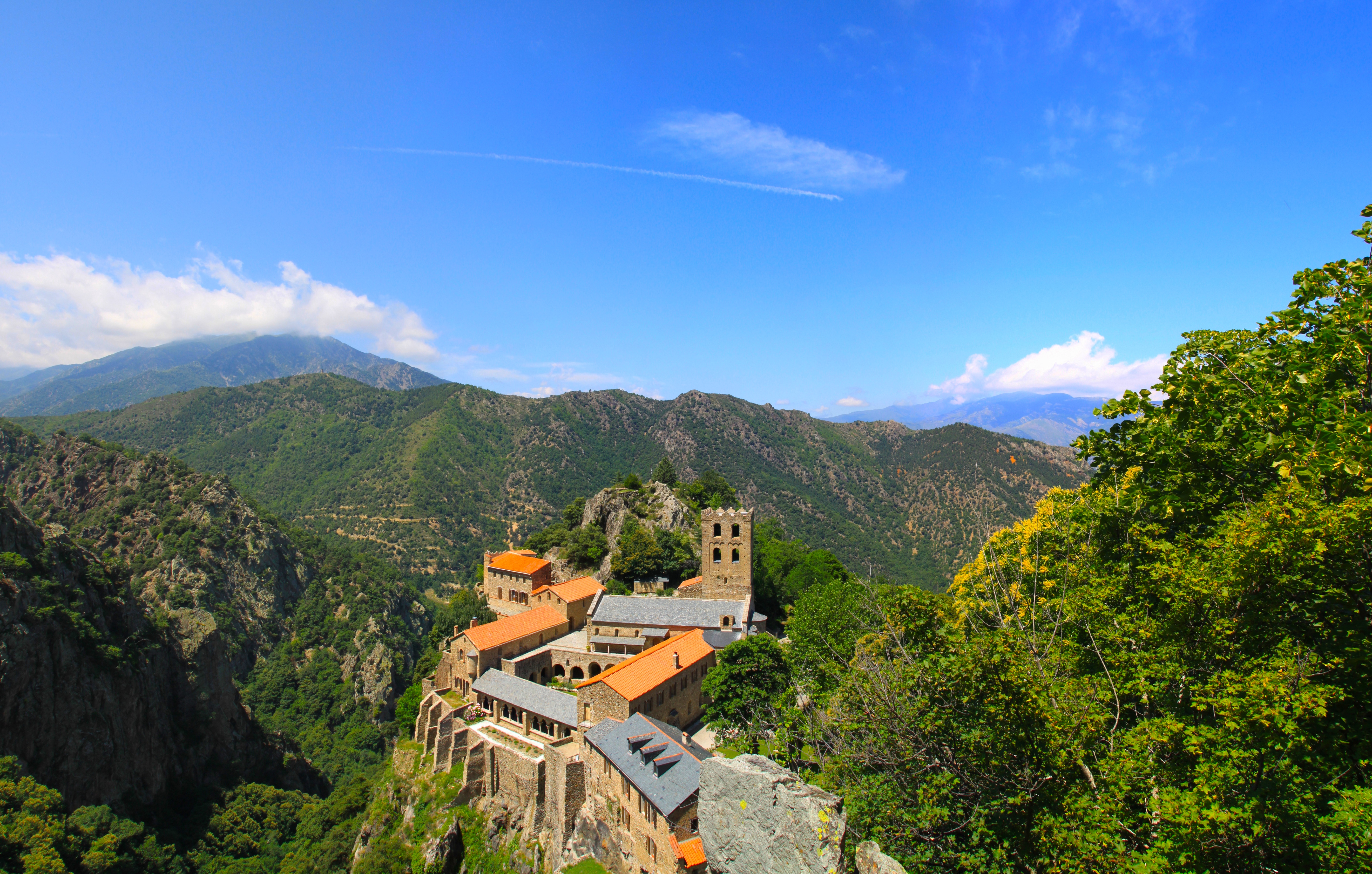
Monestir de Sant Martí del Canigó al Comtat de Conflent

Per la seva part el comtat dels Barcelona havia esdevingut la possessió i títol principal del comte dels barcelonins, el qual exercia el seu principatum sobre diversos comtats de la Gòtia. La Gòtia era la part del Regne Visigot que els francs havien conquerit i arrabassat del domini islàmic a l'inici del segle ix, i estava format per la totalitat de l'antic ducat visigòtic de Septimània (Narbonensis) i una part del ducat visigòtic d'Ibèria (Tarraconensis). Però mentre el Regne de Pamplona, el Comtat d'Aragó, el Comtat de Sobrarbe, el Comtat de Ribagorça i el Comtat de Pallars havien escapat del domini franc i afermat la seva independència gràcies a la seva aïllada posició geogràfica, als comtats més propers a la costa aquesta possibilitat no era factible. Fou un magnat got, Guifre el Pilós, qui per la seva lleialtat als reis francs de la dinastia carolíngia fou recompensat amb la governació de diversos d'aquests comtats; constituí d'aquesta manera un domini que transmeté als seus successors fins que durant el govern del comte Borrell II s'extingiren els reis francs de la dinastia carolíngia. La pujada al poder d'una nova dinastia, els capets, suposà el trencament del vassallatge dels comtes de Barcelona amb aquells reis, i a partir d'aleshores els comtes de Barcelona cercaren afermar la seva independència.
La primera referència documental al nom de Catalunya apareix en la Liber Maiolichinus de Gestis Pisanorum Illustribus, una epopeia escrita en llatí que narra la Croada pisanocatalana de l'any 1113-1114 contra Madina Mayurqa cabdellada per l'arquebisbe de Niça Pere II i el comte Ramon Berenguer III de Barcelona. Aquesta obra fou redactada entre 1115 i 1120 i es refereix al comte de Barcelona com «Dux Catalanensis», al seu territori com a «Catalania», i als seus homes com a «Catalanenses». Malgrat els diversos estudis, es desconeix encara l'etimologia de la paraula «català» i «Catalunya», així com tampoc s'entén per què apareix primer en un document pisà i no en la pròpia documentació catalana. Tot i així es constata que Catalunya tenia una connotació eminentment geogràfica, i que durant els governs de Ramon Berenguer III i Ramon Berenguer IV no responia a cap estructura política, doncs continua sense aparèixer en la pròpia documentació comtal. El comte dels barcelonins («comes Barchinonensis») Ramon Berenguer IV exercia el seu principatum i dominatum sobre diversos comtats, que des del 1114 es poden anomenar correctament de comtats catalans: el Comtat de Barcelona, el Comtat de Girona, el Comtat d'Osona, el Comtat de Manresa, el Comtat de Besalú, el Comtat de Cerdanya, el Comtat de Berga i el Comtat de Conflent. Per contra, els comtats d'Urgell, de Pallars Jussà i de Pallars Sobirà, de Rosselló i d'Empúries continuaven governats per dinasties pròpies.

### L'articulació del Regne d'Aragó i la forja de Catalunya

Territoris peninsulars sota el domini de Ramon Berenguer IV i que constituïren inicialment la Corona d'Aragó

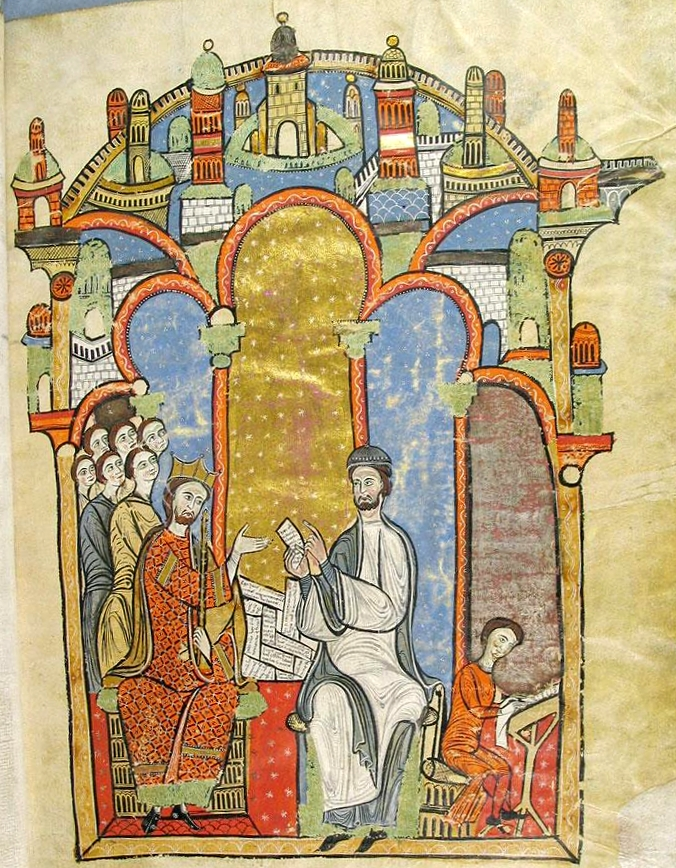
Il·lustració del Liber domini regis que representa al rei Alfons II d'Aragó el Cast i al compilador Ramon de Caldes (jurista)
(ACA, Liber feudorum maior, fol. 1r)

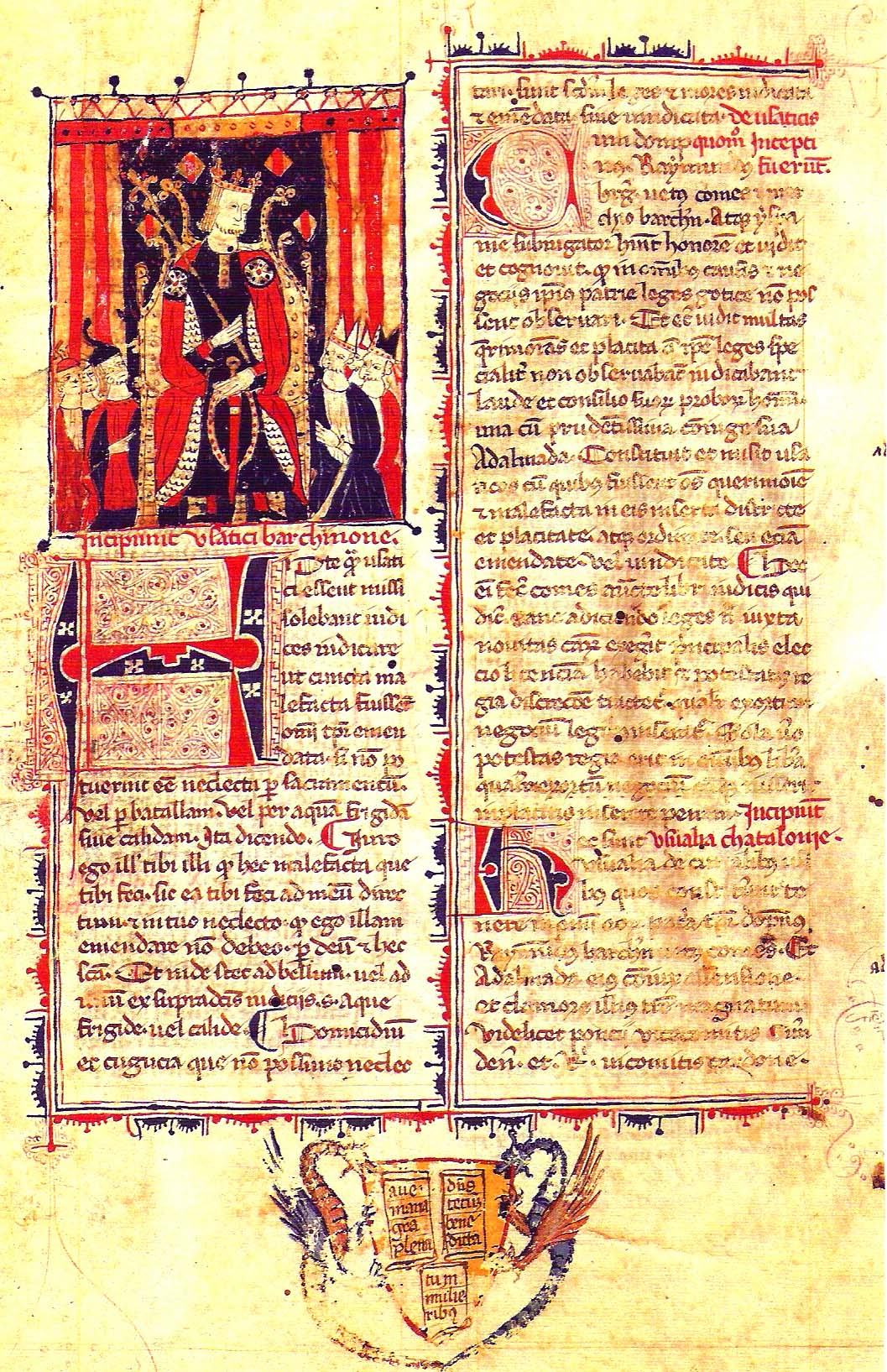
En els Usatici Barchinone recopilats per ordre d'Alfons II d'Aragó «el Cast» s'hi recullen els «Usalia Cathalonie»: els usos de la cort que establí en llur pàtria Ramon Berenguer I
(ACA, ms. de Ripoll, núm. 38, fol. 1)

Amb l'inici del regnat d'Alfons el Cast s'inicià la unió dinàstica i ambos conjunts territorials començaren a ser governats per un sobirà comú. El rei Alfons II d'Aragó «el Cast» es trobà amb dos conjunts territorials diferents entre si, tant en la seva estructuració política, com econòmica i social, com per la seva tradició legislativa i la seva herència cultural i lingüística. Així mateix aquests dos conjunts territorials no eren un corpus unitari, sinó que formaven un conglomerat heterogeni i divers. La prioritat del rei Alfons fou la de cohesionar internament els dos blocs, així com la d'articular els dos components sota la seva Corona en la unitat de la monarquia. De fet, només el rei i els seus consells reials eren comuns a Aragó i Catalunya, que per la resta, mantingueren la seva pròpia estructura de poder. Aquest canvi es veié reflectit en la intitulació del rei, que abandonà els tradicionals títols de rei dels aragonesos («rex Aragonensium») i comte barceloní («comes Barchinonensis»), per passar a intitular-se rei d'Aragó («regis Aragone») i comte de Barcelona («comitis Barchinone»).
Alfons el Cast va ocupar Casp, va repoblar Terol el 1170 i va aconseguir el 1177 alliberar el regnum de Saragossa de tota aspiració territorial dels reis de Castella, de manera que el conjunt format per l'antic Regne dels aragonesos, el Comtat de Ribagorça, el Comtat de Sobrarbe i el regnum de Saragossa, fou unificat sota la denominació de Regne d'Aragó, articulat i cohesionat amb una estructura d'estat medieval.

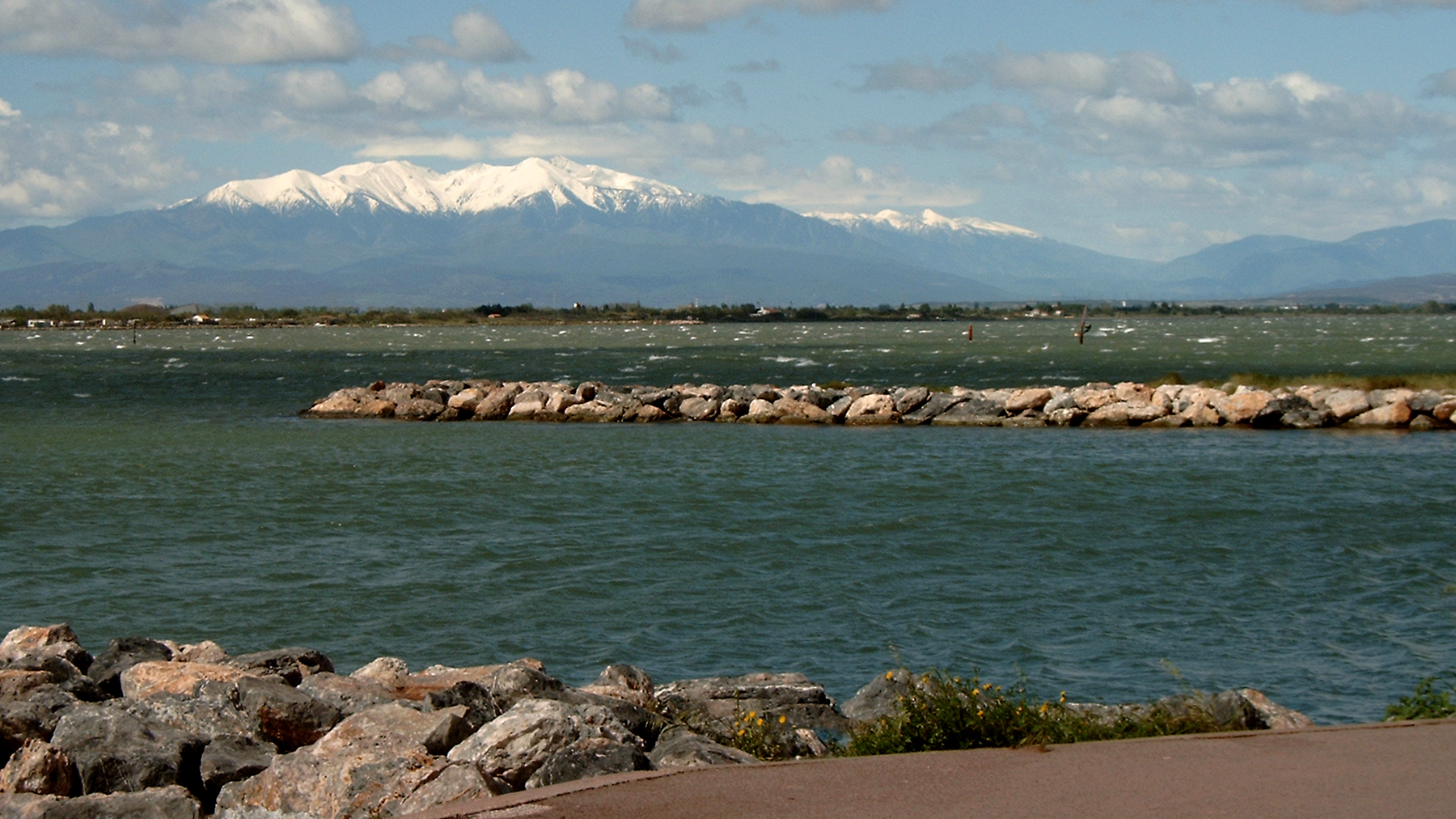
Cathalonie «la terra que va des de Salses fins a Tortosa i Lleida amb els seus límits».
Estany de Salses al Comtat de Rosselló.

Per altra banda, el 1172 el Comtat de Rosselló, i el 1192 el Comtat de Pallars Jussà, van recaure sota la sobirania d'Alfons el Cast, que ja exercia el seu principatum sobre els comtats heretats del seu pare: el Comtat de Barcelona, el Comtat de Girona, el Comtat d'Osona, el Comtat de Manresa, el Comtat de Besalú, el Comtat de Cerdanya, el Comtat de Berga i el Comtat de Conflent. Així mateix hi havia la Marca de Tortosa i la Marca de Lleida, conquerides en vida del seu pare. Aquest conjunt heterogeni fou cohesionat internament sota la denominació conjunta i legal, per primera vegada, de Catalunya, i els seus límits territorials es definiren com «la terra que va des de Salses fins a Tortosa i Lleida» («de Salsis usque Dertusam et Ilerdam cim suis finibus»). A aquest bloc no se li associà cap denominació nobiliària, ja fos la de comtat, ducat, principat o regne, sinó tan solament Catalunya, mantenint el rei el reputat i prestigiós títol que el seu pare sempre havia exhibit en primer lloc jeràrquic i com a més important, el de ser comte de Barcelona. Aquest heterogeni grup de comtats emparat sota la denominació unitària de Catalunya fou cohesionat i articulat internament entre el 1170 i 1195 mitjançant tres documents de caràcter legislatiu, jurídic i cultural, que han estat defeinits com els tres monuments de la identitat política catalana: els Usatici Barchinonae (Usatges de Barcelona), el Liber domini regis (Llibre del domini del rei), i la Gesta Comitum Barchinonensium (Gestes dels comtes de Barcelona), documents que constitueixen, més enllà de la denominació geogràfica, el naixement de Catalunya com un estat medieval, amb unes fronteres definides, un corpus legislatiu i judicial unificat, i uns referents culturals comuns.
Aquesta articulació política de Catalunya com a estat medieval es veu representada per l'aparició del terme Cathalonia, terme que mai no havia emprat Ramon Berenguer IV, per a referir-se a un espai polític, social i ètnic definit. Aquesta aparició del terme es veu refermada pel principi d'oposició, davant la necessitat de definir els orígens ètnics diferenciats dels barons que constitueixen la cúria reial, de manera que es parla de «cum consilio et voluntate baronum curie mee, scilicet, Catalanorum et Aragonensium», així com per la necessària definició jurídica, que substitueix a l'anterior referència barcelonina, per la nova de «ad forum et consuetudinem Catalonie».
Així mateix tres dates representen simbòlicament aquest naixement polític: d'una banda el 1173, data en què d'una banda es feu la primera recopilació dels Usatici Barchinonae amb la voluntat de convertir-los en la llei de Catalunya «Consuetudinem Cathalonie». També en aquell any el rei Alfons II d'Aragó «el Cast» convocà a Fondarella una assemblea de Pau i Treva de Déu. Per bé que la Pau i Treva de Déu fou inicialment un instrument jurídic de l'església catòlica per tal de defensar els més febles de la violència feudal, el poder comtal barceloní les instrumentalitzà progressivament per tal de convertir-les en una eina d'afermament del seu poder sobre els barons. L'assemblea de Fondarella marca la culminació d'aquest procés polític d'afermament de la superioritat del poder comtal, en aquest cas ja reial, i on hi foren convocats els magnats catalans més poderosos d'aleshores; entre d'altres, Ramon I de Montcada, Ramon Folc III de Cardona, Hug IV de Mataplana, Ponç III de Cabrera. El rei Alfons II d'Aragó aconseguí el reconeixement de la seva potestas (poder) reial amb la concessió pels barons d'accedir a la convocatòria dels caps de llinatge quan el rei ho considerés convenient, a fi de combatre els malfactors en «totius terre mee». Així mateix el rei defineix la unitat de l'espai territorial català sota la seva sobirania com «la terra que va des de Salses fins a Tortosa i Lleida» («de Salsis usque Dertusam et Ilerdam cim suis finibus»), i per bé que en aquest cas concret de 1173 no s'explicita la paraula Catalunya, el terme sí que quedarà explícitament definit en ratificacions posteriors.
A fi de fer efectiu el poder reial sobre aquest espai polític definit anomenat Catalunya, el rei articulà una estructura jurisdiccional territorial, les vegueries, al capdavant de les quals hi hauria un representant de l'autoritat reial, el veguer, nomenat pel monarca entre persones sense vincles familiars amb els barons. Així mateix el Veguer seria el responsable de mantenir la Pau a la terra i els homes, comptant amb la capacitat de convocar assemblees veïnals per tal de perseguir els malfactors, i amb plens poders en nom del rei en matèria fiscal i militar. Però el naixement polític de Catalunya com un estat medieval unificat i homogeneïtzat per sobre la fragmentació baronial no fou pacífica. El rebuig dels barons als acords anomenats constitucions de Pau i Treva fou frontal i violent. El 1176 fou assassinat un dels que havia acatat els acords, el vescomte Ramon Folc III de Cardona; tot seguit als seus dominis s'hi donà tal caos que l'abat de Cardona no va poder assistir a un sínode a Urgell; i també morí violentament el 1194 l'arquebisbe de Tarragona, Berenguer de Vilademuls, un altre dels que havia acatat la superioritat reial.
La segona data simbòlica que simbolitza el naixement polític de Catalunya com a estat medieval és el 1180, any a partir del qual la cancelleria barcelonina deixà de datar els seus documents per l'any de regnat dels monarques francs, pràctica que tenia el seu origen des de la conquesta franca de la Gòtia el 805. La tercera data simbòlica és el 1194, any en què es confeccionà el Liber domini regis, compilació classificada per llinatges i castells dels convenis establerts entre els barons i els comtes de Barcelona en el passat, i que serví d'instrument jurídic al rei per tal d'abordar l'obtenció i recuperació dels seus drets jurisdiccionals perduts arran de la revolució feudal que havia esclatat en temps de Ramon Berenguer I. Els barons, que al·legant el caràcter totalment aloidal dels seus castells, es negaven a obeir el rei, hagueren de confrontar-se amb la constatació de la documentació escrita que detallava els pactes feudo-vassallàtics.

### La fi de la influència a Occitània
La política d'expansió ultrapirinenca de la Corona d'Aragó es va alentir durant els primers temps del govern de Ramon Berenguer IV a causa de les múltiples i complicades empreses peninsulars que van acaparar l'atenció del comte i els seus homes fins al 1150. A partir d'aquesta data el comte de Barcelona va reprendre la política occitana, ja que va sotmetre la noblesa de la Provença, rebel a l'autoritat del seu nebot Ramon Berenguer III de Provença; va afermar la seva senyoria sobre els honors del Trencavell; i, finalment, va teixir una xarxa d'aliances amb Carcassona, Narbona, Montpeller i Aquitània, per aïllar la Casa de Tolosa, que rebia el suport dels Capets, reis de França. La situació va prendre un altre rumb en temps d'Alfons el Cast. Arran d'un fet imprevist, la mort del seu cosí germà Ramon Berenguer III de Provença (1166), el rei Alfons II d'Aragó va ser nomenat marquès de la Provença amb el suport de la noblesa local i l'episcopat provençal.

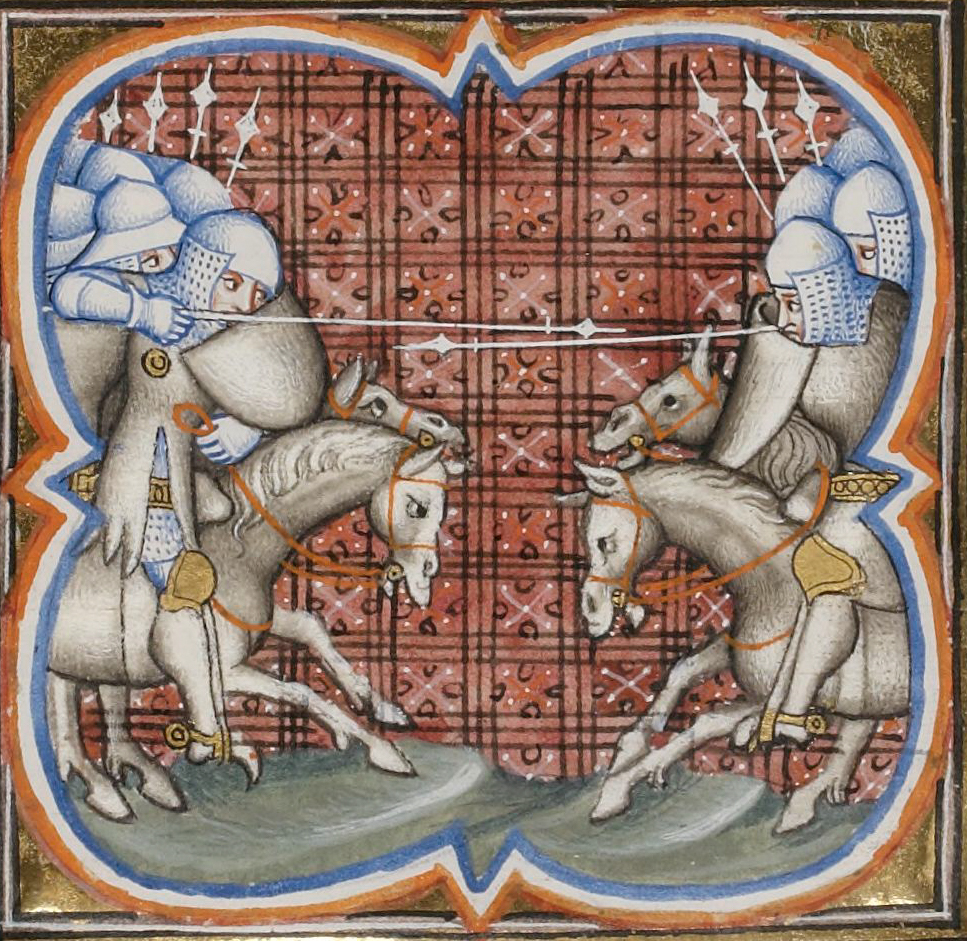
Mort del rei Pere el Catòlic a
la batalla de Muret (1213)
(BNF, ms. fr. 2.813, fol. 252v; Grandes Chroniques de France

Llavors el Alfons II d'Aragó va incorporar a la seva sobirania Provença, Millau, el comtat de Gavaldà i Carladès. Carcassona-Razès (Llenguadoc), en canvi, a mans dels Trencavell, van oscil·lar entre Barcelona i Tolosa, que també rivalitzaven per la Provença. Després de molts anys de lluita i rivalitat, el comte-rei i el comte de Tolosa van signar una pau (1176) per la qual fixaven la frontera dels seus dominis en terra provençal en les aigües del riu Durença. Segons D'Abadal, el comte tolosà obtenia, ultra una quantitat de diners, la promesa de renúncia del comte-rei als dominis del Llenguadoc (Carcassona, Besiers, Agde i Nimes), que quedaven sota la senyoria feudal de la Casa de Tolosa. La pau amb Tolosa era ja una realitat, però un esdeveniment religiós, que va adquirir una dimensió política, alterà la bona harmonia. L'expansió del catarisme en el país occità va originar un conflicte de grans dimensions, que en virtut de pactes, aliances i correlacions de forces, va derivar en la Gran Guerra Meridional (1179) que enfrontà de nou catalans amb tolosans. El desencadenant del conflicte va ser el comte de Tolosa, que va denunciar al capítol general dels cistercencs la ràpida expansió del catarisme i la dificultat de frenar-lo (1177). Aquesta queixa va provocar la intervenció de la Santa Seu, que va iniciar una política d'excomunions contra els seguidors o protectors del catarisme, com els Trencavell.

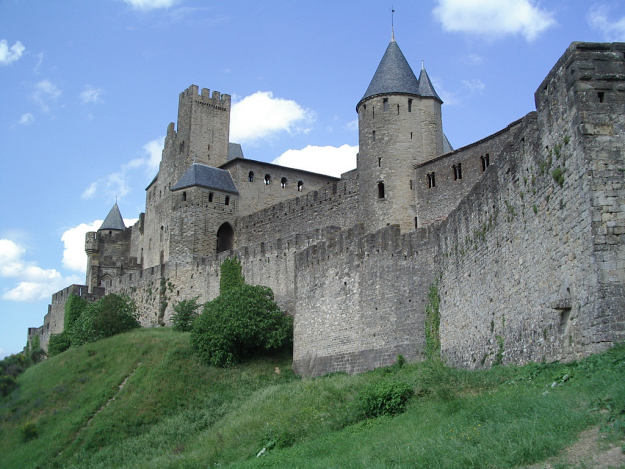
Carcassona

Alfons el Cast va haver de decidir entre l'aliança amb Tolosa o l'ajut que els Trencavell li van demanar, circumstància que li permetria el restabliment del domini sobre el Llenguadoc. El comte-rei es va decantar per donar suport als Trencavell i iniciar les hostilitats entre Tolosa i Barcelona. Aquestes es van interrompre a la mort de Ramon V de Tolosa i d'Alfons el Cast. El successor de la Casa de Barcelona, Pere el Catòlic, va casar la seva germana amb el comte de Tolosa, Ramon VI, i ell mateix es va casar amb Maria de Montpeller. La pau semblava tornar a Occitània, però l'harmonia es trencà de nou per un fet imprevist: l'assassinat del legat pontifici Pere de Castellnou, després d'una entrevista amb el comte de Tolosa, el qual s'havia negat a procedir contra els seus súbdits càtars (1208).
Finalment, la iniciativa per eliminar el perill que per a l'Església representava el catarisme, va partir del papa Innocenci III, que va predicar la croada: va convocar la noblesa del nord de França a lluitar contra els càtars, i indirectament oferí a la monarquia francesa el domini del sud. La croada contra els càtars va ser dirigida per Simó de Montfort, senyor de l'Illa de França. Els senyors occitans es van agrupar al voltant de Pere el Catòlic, i així la croada es va transformar en una lluita entre la noblesa francesa i l'occitana. Els uns hi buscaven terres i botí i els altres defensar la seva supervivència. La victòria dels croats de Simó de Montfort i la derrota i mort de Pere el Catòlic en la batalla de Muret (1213), van posar fi a les pretensions de la Casa de Barcelona sobre Occitània, i van obrir el camí al domini dels Capets al sud del riu Loira.

## L'expansió territorial peninsular i mediterrània (1213-1291)

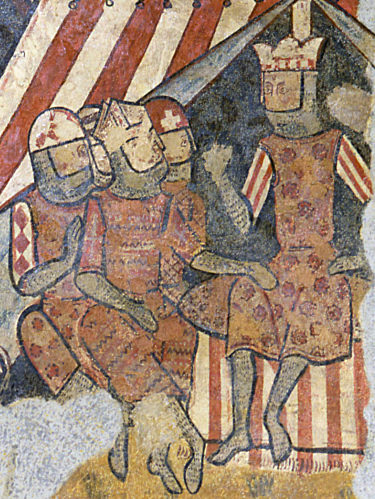
El rei Jaume I d'Aragó amb el bisbe de Barcelona Berenguer de Palou i els magnats Bernat de Centelles i Gilabert de Cruïlles durant la Conquesta de Mallorca (1229)
(Frescos del Palau Aguilar de Barcelona. MNAC)

Els segles xiii i xiv són el període de la gran expansió territorial i marítima per la conquesta i la colonització de noves terres, a la península i a la Mediterrània, i per la cristal·lització d'una nova societat i institucions polítiques.
Sota direcció dels reis del Casal d'Aragó Jaume el Conqueridor (1213-1276), Pere el Gran (1276-1285) i Alfons el Franc (1285-1291), els estaments catalans van emprendre la conquesta i el poblament de les Illes Balears i el País Valencià, amb el concurs, en aquest cas, dels aragonesos.
En aquesta etapa de plenitud, les tensions socials i polítiques van ser amortides pels guanys de la prosperitat que, malgrat tot, es van repartir de manera desigual. Els estaments i els monarques, reunits a les Corts Catalanes, van dissenyar la política i van trobar els recursos per a dur-la a la pràctica, la moneda va circular abundantment, la producció agrícola i industrial va assolir uns nivells alts i el comerç mediterrani va fer de motor econòmic del conjunt. Les institucions polítiques es perfeccionen, els mètodes mercantils milloren i es creen noves espècies monetàries per a fer front a un intercanvi de més abast. També l'art i la cultura escrita assoleixen unes fites de perfecció fins aleshores desconegudes.
Aquesta etapa va estar caracteritzada arreu per una sèrie de factors econòmics encadenats: creixement de la població, creixement de la superfície cultivada i del volum de producció, increment global del volum d'ingressos senyorials (sostracció), tendència a la baixa de l'aportació de cada família pagesa a aquests ingressos (tendència a la baixa de la taxa de sostracció), explicable pel creixement ininterromput.

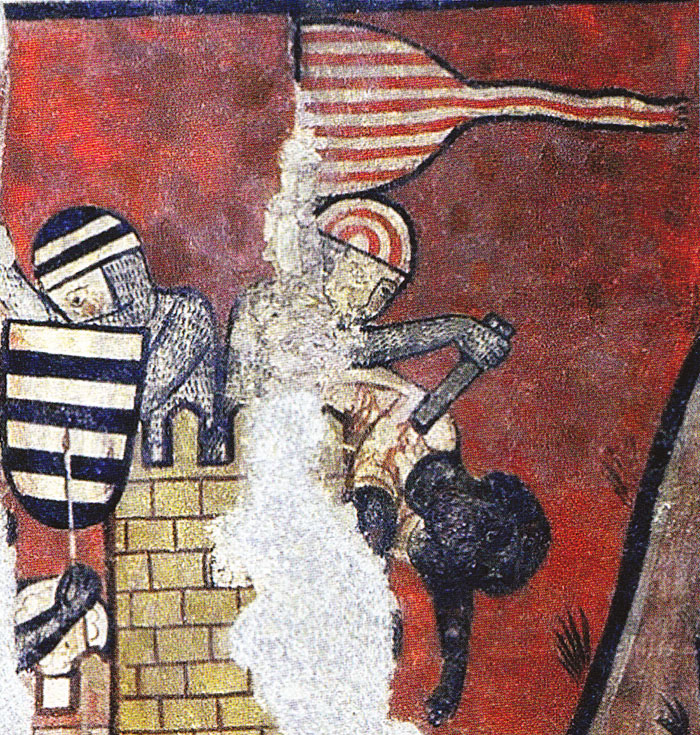
Assalt final sobre Madina Mayurqa el 31 de desembre de 1229. L'efemèride es commemora anualment a Mallorca durant la Festa de l'Estendard. Després de la conquesta la població sarraïna fou esclavitzada i Mallorca esdevingué l'empori de tràfic d'esclaus més importat de la mediterrània occidental. (Frescos del Palau Aguilar de Barcelona. MNAC)

### Conquesta de Mallorca
Un grup de prohoms catalans presidits per Jaume I es van reunir a casa del mercader Pere Martell, a Tarragona, per preparar la conquesta de Mallorca (1228). L'any següent, el 5 de setembre de 1229 l'estol català surt de Salou, Cambrils i Tarragona, i conquereix Mallorca a Abū al-`lā Idrīs al-Mā'mūn ben al-Manṣūr: desembarca a Santa Ponça i venç els moros en la batalla de Portopí. Presa Madina Mayurqa el 31 de desembre 1229, comença la repoblació amb pagesos de l'Empordà (1236).

### Conquesta del Regne de València

Expansió de la Corona d'Aragó 1035-1327

La conquesta de València va començar el 1232. El 1238, tropes catalanes i aragoneses entren a la ciutat de València, que depenia del califa de Bagdad al-Mustansir Billah. El Regne de València van ser repoblats per catalans i aragonesos: els primers van ocupar preferentment les comarques del litoral, que ara són de parla catalana, i els segons van ocupar preferentment les comarques interiors.

### Incorporació de Sicília
La incorporació de Sicília als dominis del Casal de Barcelona no va ser tant el fruit d'una conquesta com d'un maridatge, i no va ser tant un projecte dels estaments com de reivindicació d'interessos dinàstics: el fill de Jaume I, Pere el Gran, es va casar quan encara era infant (1262) amb Constança de Hohenstaufen, princesa siciliana pertanyent a la família imperial d'Alemanya que regnava a Sicília. El matrimoni formava part de les aliances entre els sobirans de la Mediterrània per a ajudar-se mútuament contra els seus enemics i fer més sòlida la seva posició política.
Sicilians i catalans tenien interessos comuns al Mediterrani occidental i al nord d'Àfrica, però es veien amenaçats per l'hegemonia francesa, sobretot després que la derrota de la coalició catalanooccitana a Muret (1213) i el matrimoni dels fills de Lluís VIII de França, Lluís IX i Carles I d'Anjou, amb Margarida i Beatriu de Provença, respectivament, va posar tot Occitània, inclosos els estratègics ports provençals, a mans franceses. Començava la Guerra de Sicília (1282-1289).

### Articulació social i política del pactisme
La pràctica del pactisme polític procedeix dels segles xi i xii, quan els llinatges feudals de barons i cavallers van crear les anomenades institucions feudovassallàtiques, que consistien en formes específiques internes d'aliança, en serveis mutus i en la redistribució de l'excedent amb l'objectiu de mantenir l'hegemonia social. Aquestes aliances, que es teixien ensems verticalment (entre senyors i vassalls) i horitzontalment (de poder a poder), van culminar en el pacte dels més poderosos amb el príncep (el rei d'Aragó i comte de Barcelona). L'objectiu era articular el poder de l'aristocràcia amb l'estat per a servir-se'n, és a dir, per a fer de l'estat el màxim garant de l'ordre feudal.
El príncep, que surt reforçat d'aquesta articulació, és el primer dels senyors feudals i dona feus a canvi de serveis; manté els vassalls en el seu rang; fa d'àrbitre en els conflictes entre poderosos, etc. També, per influència de l'Església i per vocació pròpia, reivindica el control de l'ordre públic i la fi de les guerres privades.

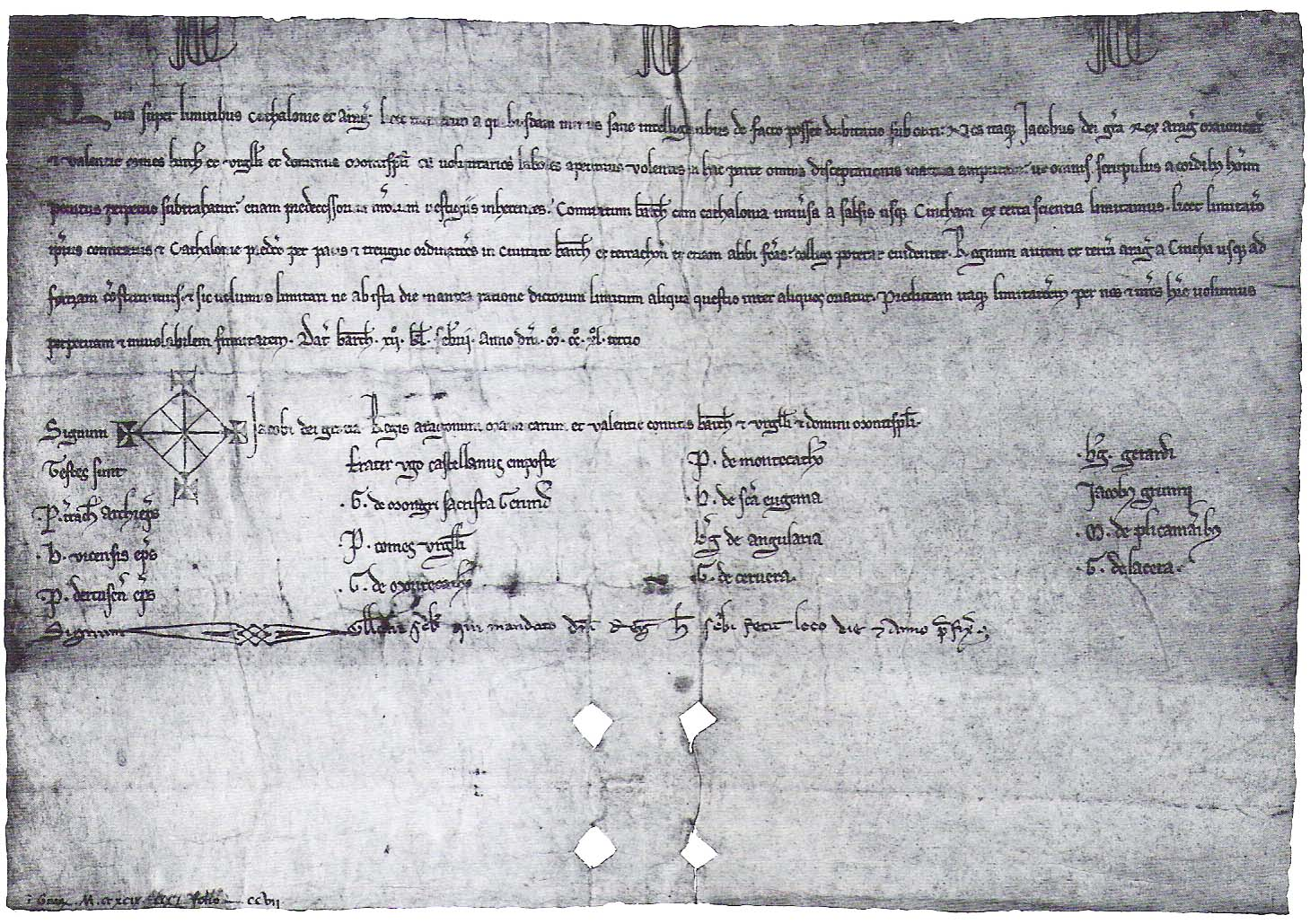
En les assemblees de Pau i Treva de Déu de 1214, 1218 i 1225 s'ampliaren els límits de Catalunya definit-los «des de Salses fins al Cinca». Amb motiu de les resolucions testamentàries de Jaume I d'Aragó, el 1243 i el 1244 el rei ratificà novament els límits entre Catalunya i el regne i terra d'Aragó, quedant aquest «des del Cinca fins a Ariza»: «Quia super limitibus Cathalonie et Aragonum (...) predecessorum nostrorum vestigiis inherentes comitatum Barchinone cum Cathalonia universa a Salsis usque Cincham ex certa scientia limitamus (...) Regnum autem terram Aragonum a Cincha usque ad Ferizam consituimus»
(ACA, Canc. Perg. Jaume I, n. 935 d.)

En una primera fase, l'articulació del poder dels llinatges feudals amb l'estat es fa pel pacte personal i directe entre el príncep i cadascun dels magnats, sobre la base de la idea del privilegi, és a dir, la posició politicojurídica de les grans famílies que el príncep es compromet a respectar i fer respectar. A canvi de mantenir els privilegis i el poder dels magnats (càrrecs, feus i honors), i d'incrementar-los si cal, el príncep es converteix en el senyor dels senyors feudals, dels quals rep serveis i consell. En aquest sentit la sobirania feudal és una sobirania limitada: el príncep no pot intervenir en els afers domèstics dels seus magnats ni a la inversa, i cadascú ha de viure de les rendes de les seves senyories. El príncep no pot intervenir, per exemple, en les pugnes entre nobles i pagesos. El pacte feudal, establert personalment i directament entre el príncep i cadascun dels magnats, s'havia de renovar de manera col·lectiva en assemblees presidides pels comtes, sobretot quan es produïen canvis de titular en el comtat i els vassalls demanaven al nou senyor la ratificació dels privilegis, feus i honors de què fruïen. Aviat el lligam polític entre els comtes-reis i la noblesa, que deriva del pacte feudal, es va fer extensiu a l'Església per mitjà de les assemblees de Pau i Treva de Déu, sobretot durant el segle xii, quan els comtes les començaren a presidir.
Finalment, la dinàmica de creixement del sistema feudal va permetre als homes de negocis (el patriciat) aflorar al món de la política durant el segle xiii i un nou equilibri a tres bandes (noblesa, Església, burgesia) que va reforçar el paper arbitral del príncep. No és estrany que la noblesa, havent perdut el monopoli del poder i veient-se amenaçada en els seus privilegis, se sentís inquieta i es revoltés en temps de Jaume I i Pere el Gran. L'estabilitat s'aconseguí finalment amb la cristal·lització de les institucions polítiques de govern. El rei, en ser investit amb la potestat règia, es comprometia a respectar les lleis i els costums de la terra, i el poble a guardar-li fidelitat. Com a autoritat superior, tenia poder militar, legislatiu i judicial; li corresponia, a més, el govern del Regne, el manteniment de la pau pública, el nomenament i la deposició dels oficials públics i l'administració de la hisenda reial. Els monarques podien delegar temporalment l'exercici de la potestat règia durant les seves absències, i, de manera permanent, tenien representants en els regnes o estats de la Corona. Eren els procuradors generals i lloctinents o virreis.

## Corona d'Aragó: indivisibilitat de la «Unió» i política de reintegració (1291-1387)
Els projectes ambiciosos van emmarcar la història dels regnats de Jaume el Just (1291-1327), d'Alfons el Benigne (1327-1336) i Pere el Cerimoniós (1336-1387).

### El regnat de Jaume el Just i l'expedició dels almogàvers
La fi de la Guerra de Sicília (1296-1302) va deixar inactius els almogàvers, mercenaris catalanoaragonesos que combatien a sou, els quals es van posar al servei de l'emperador romà d'Orient per a lluitar contra els turcs. Comandats per Roger de Flor, sis mil almogàvers, que formaven la Gran Companyia Catalana, es van fer a la mar (1303) rumb a Constantinoble, d'on van passar a la península d'Atarquí, a l'Àsia Menor. Entre els almogàvers viatjava el cronista Ramon Muntaner, que va ser un dels caps de l'expedició.
Un cop expulsats els turcs d'Atarquí (1303), els almogàvers els van derrotar en la batalla de Germe, els van forçar a aixecar el setge de Magnèsia i batalla de Tira, els van arrabassar Magnèsia i, reforçats amb un nou contingent almogàver encapçalat per Bernat de Rocafort, els van fer recular fins als contraforts del Taurus i els van derrotar novament en la batalla de Cibistra (1304). Aleshores Roger de Flor fou cridat a Constantinoble i la Companyia es va establir a Gal·lípoli (1304), on s'afegí Berenguer d'Entença i de Montcada amb un nou contingent almogàver. Les ambicions de Roger de Flor, entre les quals el projecte de crear una mena de principat a Àsia Menor, van suscitar els recels de la cort romana d'Orient, que el va fer assassinar (Adrianòpolis, 1305).
D'aquesta manera, l'Imperi Romà d'Orient trencava unilateralment el contracte que el lligava amb la Companyia. Els almogàvers van prendre represàlies i van saquejar la Tràcia (1307), mentrestant, Berenguer d'Entença i Bernat de Rocafort rivalitzaven pel comandament i arribava a l'Orient l'infant Ferran de Mallorca, vingut per a reivindicar en nom del rei de Sicília la direcció de la Companyia. Els almogàvers marxaren després cap als territoris de la Grècia clàssica (Calcídia, Macedònia, Tessàlia i Atenes), primer vivint del saqueig, i després posant-se al servei de diferents senyors: el francès Tibald de Cepoy, agent de Carles II d'Anjou; el romà d'Orient Joan II Àngel Comnè, sebastocràtor de Tessàlia, i el francès Gualter V de Brienne, duc d'Atenes. Finalment, quan els senyors van voler prescindir dels serveis dels almogàvers aquests els van derrotar en la batalla del Cefís, 1311) i van prendre possessió del Ducat d'Atenes, al qual afegiren després la part meridional de Tessàlia, amb què van crear el Ducat de Neopàtria (1319).
S'inicià així la història de dues entitats atípiques: els ducats almogàvers d'Atenes i Neopàtria, que es van posar voluntàriament sota l'autoritat de la Casa de Sicília, representada per vicaris generals. Frederic III de Sicília en va traspassar els drets (1357) a la seva germana Elionor, esposa del comte-rei Pere el Cerimoniós, amb qui es podria dir que els ducats es van incorporar a la Corona. Tanmateix, els reis catalanoaragonesos van exercir als ducats grecs una sobirania escassament efectiva, fins que entre els anys 1388 i 1391 els ducats van passar per conquesta a mans de la família florentina dels Acciaiuoli.

### El regnat d'Alfons el Benigne

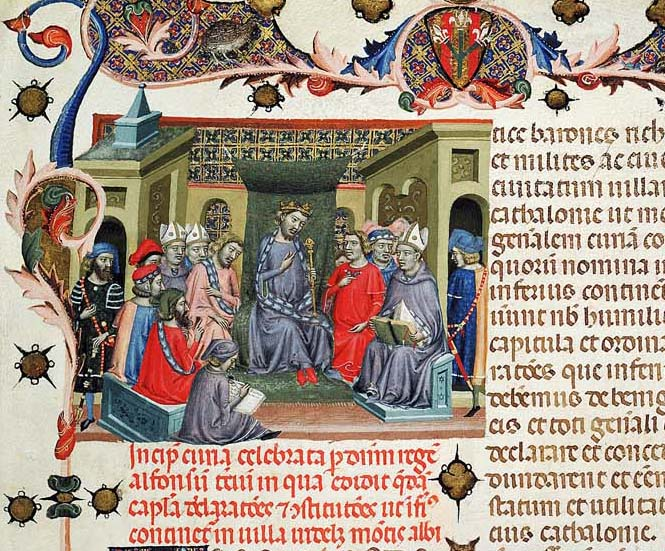
Les Corts Catalanes: el rei Alfons IV d'Aragó «el Benigne» presideix les Corts de Montblanc (1333) (Montis albi) en una miniatura d'un incunable de 1336. (Ms. 1.378, Arxiu Municipal de Lleida).

Alfons el Benigne va heretar un Regne de Sardenya en revolta incessant i una guerra naval amb Gènova, que van obligar les ciutats de domini reial, sobretot Barcelona, a despendre sumes considerables. El mateix rei, que sempre va estar necessitat de diners, va concebre el projecte de portar a terme una croada contra l'Emirat de Gharnata, però no va obtenir de les Corts de Montblanc (1333) les quantitats que desitjava ni l'ajut militar que esperava i va atacar els musulmans en ràtzies el 1330 i el 1333.

### Pere el Cerimoniós
El llarg regnat de Pere el Cerimoniós va ser prolífic i va realitzar amb èxit una política de reintegració a la Corona de territoris com Mallorca mentre va pacificar Sardenya: 
- A l'interior, va lluitar contra els estaments, sufocant les revoltes d'Aragó i València a la Guerra de la Unió el 1347-1348 i va crear
- A la península Ibèrica, va mantenir una esgotadora guerra amb Castella.
- A la Mediterrània, va envair el Regne de Mallorca el 1343, incorporant-lo de forma definitiva a la Corona fins a l'any 1714. A la Mediterrània, a més de la guerra amb el rei de Mallorca i amb Gènova, va pacificar Sardenya i va realitzar maniobres per a reincorporar Sicília.

En política interna, Pere III va cedir protagonisme a les Corts Catalanes i va donar força al pactisme. Alhora per recollir els subsidis i donatius, i aplicar-los als objectius concertats, les Corts de cada estat de la Corona partint d'experiències anteriors, Corts de Montsó (1289), van donar forma a la Diputació del General de Catalunya o Generalitat. I aquesta institució, dotada de recursos propis (drets duaners), que la feien financerament autònoma, no va trigar a convertir-se en l'òrgan de govern dels estaments, paral·lel al govern del rei. La Generalitat estava formada en aquest moment per tres diputats de cada estament. La Generalitat de Catalunya, creada els anys 1358-1359, va perdurar fins als Decrets de Nova Planta al 1714.

## L'extinció del llinatge dels comtes de Barcelona (1387-1412)
Els regnats de Joan I (1387-1396) i de Martí I l'Humà (1396-1410) emmmarquen les etapes finals de la dinastia catalana al capdavant de la Corona d'Aragó. A la mort de Martí l'Humà, les divisions i les indecisions de l'interregne (1410-1412) van portar al Compromís de Casp de 1412 on Ferran I, anomenat el d'Antequera, entronitza la dinastia castellana.

### El regnat de Joan el Caçador i son germà Martí l'Humà
Els problemes financers van portar Joan el Caçador a enfrontar-se amb els estaments. Les Corts Generals, reunides a Montsó (1388-1389), van escoltar la seva petició d'un subsidi per a continuar la pacificació de Sardenya i per a fer front a una suposada invasió de Catalunya per part de tropes del comte d'Armanyac, hereu del difunt Jaume III de Mallorca. Lluny de concedir el que se'ls sol·licitava, els estaments li van exigir que es desfés dels mals consellers i sanegés les finances reials. Dissoltes les Corts sense acord, aquesta exigència la van repetir anys després (1396) els consellers de Barcelona i els jurats de València quan el rei, mancat de recursos, els va demanar ajut. En relació amb la política interior, Martí l'Humà va defensar amb escassa fortuna un programa per a restaurar la pau social i les finances reials. Per refer els compromisos socials i polítics, i guanyar els estaments per als seus projectes pacificadors, va reunir les Corts Catalanes diverses vegades, i viatjà per les principals viles i ciutats de la Corona en un intent de posar fi a les divisions i les bandositats que trencaven la vella unitat dels grups dirigents. Martí l'Humà va reunir les Corts els anys 1398, 1402, 1404 i 1406. Tanmateix, les lluites de bàndols van continuar i van tenir un paper important durant l'etapa següent de l'interregne. La política exterior, llastada per la feblesa de les finances reials i les dificultats d'obtenir ajuts de les Corts, va ser escassament activa: Els ducats grecs dels almogàvers, que s'havien vinculat a la Corona, es van perdre (1388-1391); a Sardenya, els sards es revoltaren de nou; a la Península es va mantenir la pau amb Castella, però hi va haver enemistat amb el Regne de Granada, cosa que només va provocar incidents de frontera.

## L'adveniment de la dinastia Trastàmara a la Casa reial d'Aragó (1410-1412)

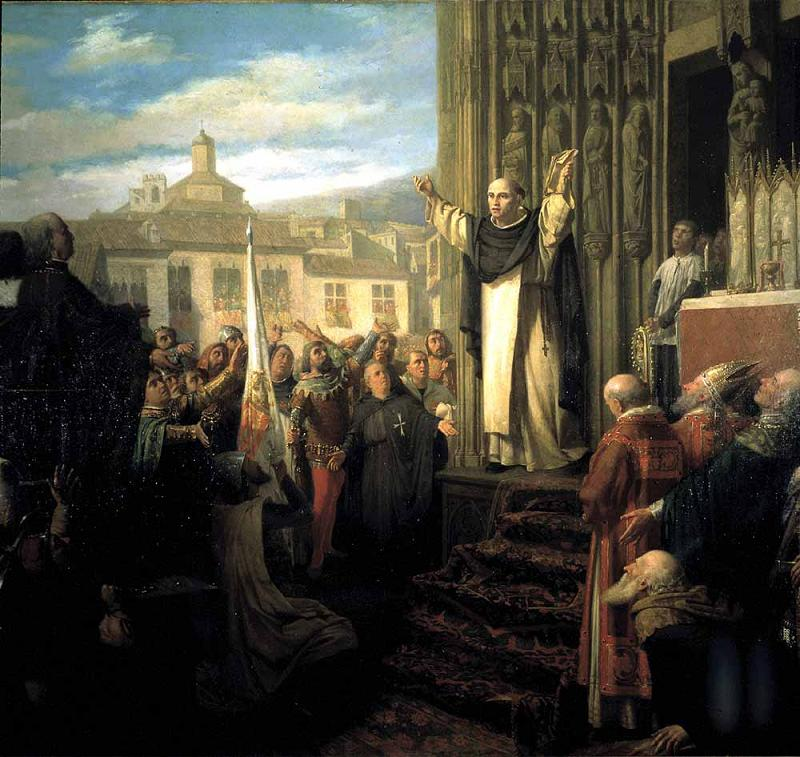
Compromís de Casp Autor: Dióscoro Puebla (1867)

Martí I l'Humà morí el 31 de maig de 1410 sense haver nomenat successor. Catalunya era l'únic dels estats de la Corona que en aquell moment tenia un Parlament reunit. Aragó i València vivien enmig de les bandositats nobiliàries que n'impedien una reunió pacífica. Com que Catalunya havia estat tradicionalment l'epicentre de la família i les institucions reials, tots els pretendents a ocupar el tron van començar a enviar els ambaixadors a Barcelona; a finals d'octubre del 1410 ja s'hi havien presentat totes les candidatures. Presidia les sessions en nom del poder reial el governador del principat Guerau Alemany de Cervelló. El Parlament va deliberar que calia reunir un Parlament General a Montsó o a Fraga per tal que es pogués decidir consensuadament el futur de la Corona. Però en absència d'un poder reial les bandositats estaven augmentant a València i Aragó i posant en perill els camins, cosa que impedia la reunió d'aquest Parlament general.
No fou fins al 1412 quan es reuniren el 9 compromissaris que havien de representar els tres estats peninsulars. Al llarg de l'abril els mallorquins van enviar missatges a Casp, Saragossa i Tortosa exigint una quarta terna pel Regne de Mallorca, però foren ignorats. La defensa de cada candidat les feien els seus ambaixadors i advocats, els quals exposaven els drets del seu senyor. El procediment consistia en l'exposició d'aquests, seguida d'un debat dels compromissaris sols a porta tancada. Acabat el debat feien entrar els notaris i els dictaven les conclusions a què s'havien arribat: el 18 d'abril va començar la defensa d'Alfons I de Gandia el Vell, el 5 de maig fou el torn dels ambaixadors de Ferran d'Antequera, el 9 de maig un sol advocat va presentar els drets de Joan de Prades, el germà petit d'Alfons de Gandia, el 10 de maig era pels ambaixadors de Lluís d'Anjou, enviats per l'ex-reina Violant de Bar i el darrer candidat de pes fou Jaume d'Urgell el 16 de maig, defensat per vuit representants. Finalment el 24 de juny de 1412 es va procedir a la votació oral, però a porta tancada i sense testimonis, de cada compromissari. Després de la sessió entraren els tres notaris els quals van redactar tres actes.
El resultat del Compromís de Casp fou: per a Ferran de Trastàmara 6 vots, per a Jaume d'Urgell dos vots, per a Alfons de Gandia el Jove cap vot i per a Frederic de Luna: cap vot. Els Parlaments de Tortosa, València (abans a Traiguera-Morella: trastamaristes) i Saragossa (abans a Alcanyís: trastamaristes) van acudir a Casp a escoltar la sentència que es va proclamar el 28 de juny de 1412 a l'església major de Santa Maria. Després de la missa Gaudeamus et exultemus et demus gloriam Deum quia venerunt nuptia Agni sant Vicent Ferrer proclamà el veredicte en un discurs de lloança del nou rei Ferran el d'Antequera.

## L'Imperi mediterrani: regnats de Ferran el d'Antequera i Alfons el Magnànim

Extensió de la Corona d'Aragó l'any 1441.

La política penínsular i mediterrània dels Trastàmara va ser ambiciosa. A nivell peninsular, Ferran I va dissenyar per als seus fills una política matrimonial: va casar el primogènit, Alfons, amb Maria, la filla del seu germà, Enric III de Castella; va preparar l'enllaç del seu segon fill, Joan, amb una princesa de la casa de Navarra, que finalment va ser la reina Blanca I de Navarra; va destinar el tercer fill, Enric, a liderar la noblesa castellana i controlar el govern de Castella amb el suport dels seus germans; finalment, les seves filles, Maria i Elionor, es van casar amb els reis Joan II de Castella i Eduard I de Portugal, respectivament. Aquest projecte de domini peninsular es va materialitzar amb el matrimoni del seu net Ferran II d'Aragó amb Isabel I de Castella, els Reis Catòlics, a partir de 1474-1479. Pel que fa a la política mediterrània, Ferran I va reprendre els contactes diplomàtics amb Egipte i el Magrib, va signar treves amb Gènova i va fer sentir la seva autoritat a Sicília i Sardenya. Alfons el Magnànim va continuar en aquesta direcció els primers anys: nova campanya de pacificació de Sardenya (1420) i intervenció militar a Còrsega (Setge de Bonifacio, 1420-1421), dividida entre partidaris de la Corona d'Aragó i partidaris de Gènova. Després vingué la conquesta del Regne de Nàpols. Les polítiques mediterrània i interior d'Alfons el Magnànim es van condicionar mútuament. La convocatòria de Corts obeïa generalment a la necessitat d'obtenir diners dels estaments per a fer la política mediterrània, però el diàleg per a aconseguir-los resultava difícil perquè el rei no estava disposat a cedir poder als estaments, sinó que pretenia retallar-los privilegis, i aquests no estaven disposats a votar subsidis sense contrapartides. Tot plegat, i la possibilitat d'obtenir diners dels pagesos allà on no s'obtenien dels senyors, va inclinar el rei absentista a adoptar mesures favorables als remences, que van acabar d'impossibilitar l'entesa entre rei i estaments.
Segons M. del Treppo, Alfons no entenia que la seva política mediterrània, beneficiosa per al comerç català, no fos secundada entusiastament per les Corts, i aquestes no comprenien que el rei fes aquesta política i les seves guerres sense consultar els estaments, sobretot quan pretenia que ells la financessin. Era un diàleg de sords que només es comprèn des de la perspectiva de Jaume Vicens, que deia que Alfons el Magnànim mai no va comprendre que el que l'impedia entendre's amb l'oligarquia catalana era l'abisme de la decadència. Amb Alfons el Magnànim, les Corts de València de l'any 1418 creen la Generalitat Valenciana.

### Segle d'or valencià

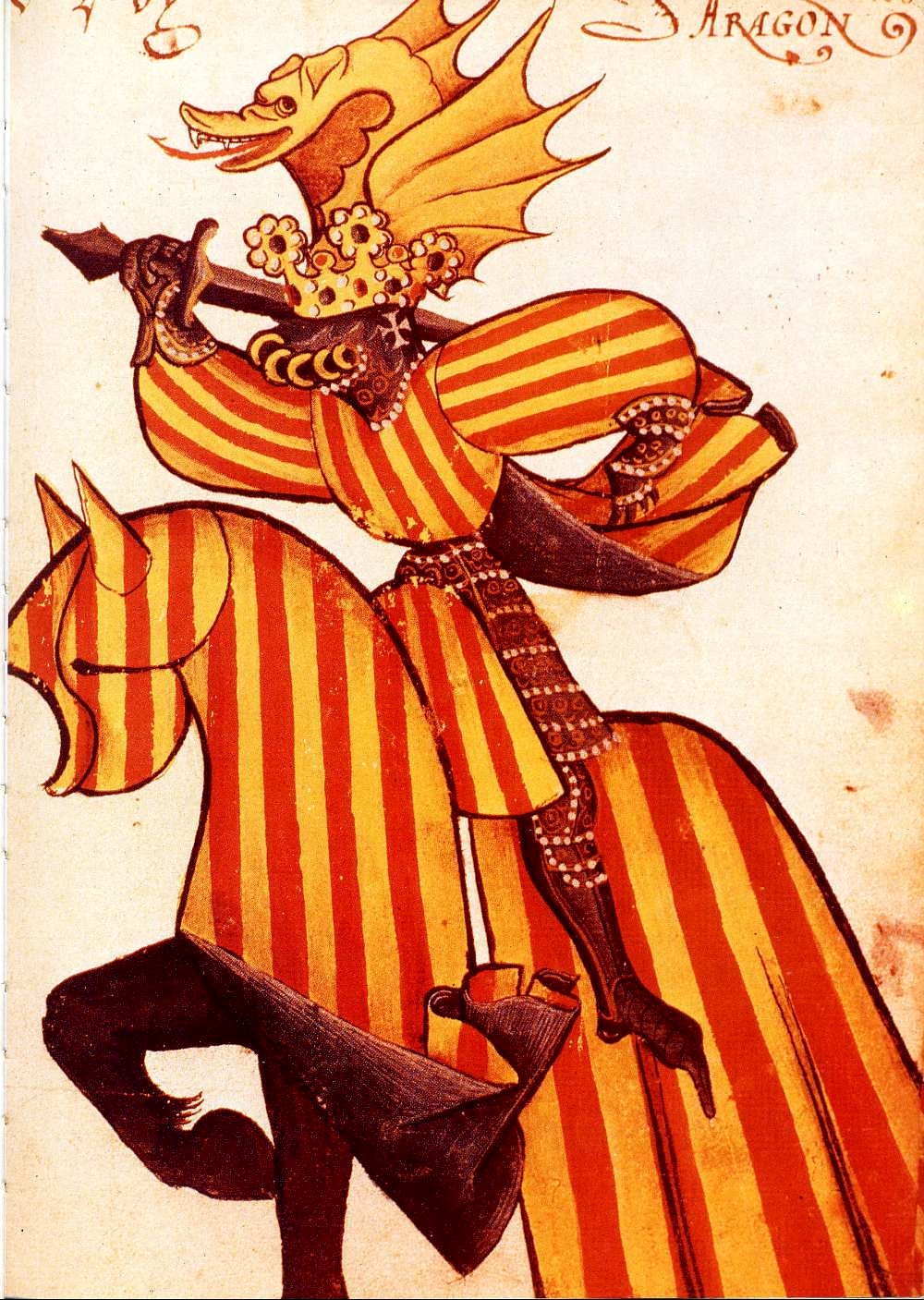
Alfons el Magnànim representat a l'Armorial del Toisó d'Or. Flandre, cca. 1433-1435

Al segle xv (especialment la primera meitat), la Corona d'Aragó llueix amb tota la seva esplendor, el Regne de València actua com el seu floró i la ciutat de València se situa com la capital cultural i econòmica de la Corona, sent una de les ciutats més importants d'Europa en aquest segle. Després d'alguns anys d'inestabilitat consecutius a una crisi de successió, la Corona d'Aragó es llança a una política exterior agressiva amb l'adveniment d'una dinastia castellana sortida del compromís de Casp (1412) i el regnat d'Alfons el Magnànim (1416-1458), que conquereix el Regne de Nàpols. Però aquesta embranzida es veu una mica contrariada sota el seu germà i successor, Joan II (1458-1479), el qual, per raons dinàstiques, ha d'oposar-se al seu propi fill, Carles de Viana. La guerra civil esclata al Principat, creant inseguretat a Barcelona com a cort. De fet, Alfons el Magnànim tingué una seu itinerant entre Barcelona i València, fins a instal·lar-se definitivament a Nàpols.
El Regne de València va consolidar-se durant tot el segle xiv, el seu pes en la Corona d'Aragó va fent-se major amb personatges com ara Sant Vicent Ferrer. Tot això permet que la ciutat i el Regne de València comencen el segle xv amb tota la seua esplendor. La primera impremta de la Península es posa en funcionament a València, així com el primer llibre imprès de la Península, Les Troves en Lahors de la Verge Maria, 1474. Apareix el primer diccionari en llengua romànica: Liber Elegantiarum, així com el primer tractat sobre escacs moderns, el Llibre dels jochs partits dels schacs en nombre de 100, de Francesc Vicent, imprès a València el 15 de maig de 1495. D'altres exemples de l'esplendor econòmic i cultural són la Taula de Canvis i Depòsits de la Ciutat de València, la construcció de la Llotja de la Seda a la mateixa ciutat, la creació de la Universitat de València, o el sufragament del viatge a Amèrica de Colom per banquers valencians.

### El regnat de Joan el Sense Fe i la guerra civil catalana
La crisi social i el malestar econòmic a la Corona d'Aragó, durant els segles xiv i xv, va coincidir amb la ruptura del consens entre la monarquia i els estaments, fets que van predominar sobre els èxits militars i polítics, com la conquesta del Regne de Nàpols. Malgrat fases de redreç o de reforma, els problemes irresolts es van amuntegar. L'exemple de Joan II d'Aragó i els seus consellers pot fer pensar en un problema de mals governants, però els llargs enfrontaments de l'època de la dinastia Trastàmara entre la monarquia i les Corts ens indiquen que el problema tenia una dimensió més gran. A la fi, l'única explicació possible és que s'havia trencat, com deia Pierre Vilar (1966), "l'equilibri en la prosperitat", és a dir, que la minva de la riquesa, efecte de la crisi, incitava els homes a disputar més que abans pels béns que s'esmunyien, i fent-ho posaven en perill l'ordre social i els compromisos sobre els quals s'havia construït l'ordenament polític.
La Guerra civil catalana (1462-1472) és l'enfrontament armat entre Joan II d'Aragó i els remences d'una part, i les institucions catalanes (Diputació del General de Catalunya i Consell de Cent) de l'altre, per tal de tenir el control polític. La mort de Carles de Viana –protegit de Catalunya i enfrontat amb el seu pare Joan II- serà l'excusa per a formalitzar l'inici d'un enfrontament que, de fet, es venia covant des del seu predecessor Alfons el Magnànim. Tanmateix, la guerra és el resultat d'una controvèrsia política que enfronta la monarquia i l'oligarquia i entre l'estil absolutista i el pactisme. També és sobre la taula la capacitat política de la Generalitat per assumir la sobirania i governar. Al començar les hostilitats, tota la societat es veu obligada a optar per un o altre bàndol en funció dels seus interessos i ideologies.

## La unió dinàstica amb la Corona de Castella
El 1476, Ferran el Catòlic (rei d'Aragó) i Isabel la Catòlica (reina de Castella) van contraure matrimoni, la qual cosa va tenir com a conseqüència, a la mort d'ambdós, que els seus respectius territoris fossin regits conjuntament en la persona del seu net: Carles I.

## L'adveniment de la dinastia Habsburg i la Monarquia d'Espanya
A la mort d'Isabel de Castella el 1504 la filla comú dels dos, Joana I de Castella fou nomenada reina de Castella juntament amb el seu marit, Felip el Bell. A la mort d'aquest, el 1506, Joana patí un trastorn mental que l'apartà de la corona (tot i que mai no fou desposseïda del títol de reina). Les Corts van demanar a Ferran II que ocupés el tron com regent, fins que el seu net Carles I fes la majoria d'edat. Durant la regència de Ferran el Catòlic es va incorporar Navarra a la Monarquia i es va produir el matrimoni de Ferran amb Germana de Foix. Ferran va morir el 1516, abans que Carles I arribés a Castella.
El 1555, amb la creació del Consell d'Itàlia, el Regne de Nàpols es desvinculà de la Corona d'Aragó.

## La guerra de Successió espanyola (1707-1715)
Malgrat la gravetat de la Guerra dels Segadors, el Principat de Catalunya i la resta d'estats de la Corona preservaren els seus furs, institucions pròpies d'autogovern, i autonomia política. No obstant això, els successos posteriors a la proclamació de Felip V d'Espanya com a hereu de Carles II marcarien la derogació del sistema constitucional de la Corona d'Aragó, l'abolició de les seves institucions d'autogovern, i l'annexió d'aquests territoris a la jurisdicció de la Corona de Castella.
Quan Carles II de Castella va morir i va deixar finalment com a hereu al duc francès Felip d'Anjou es va formar a Europa la Gran Aliança de la Haia formada pel Regne d'Anglaterra, les Províncies Unides i el Sacre Imperi, que no acceptaven la instauració de la dinastía borbònica a la monarquia d'Espanya i donaven suport les aspiracions d'un altre aspirant, Carles d'Àustria. Inicialment el duc d'Anjou jurà respectar les Constitucions de Catalunya en les Corts catalanes (1701-1702), i les institucions catalanes el reconegueren com a legítim sobirà de Catalunya. Però el 1705 els conflictes amb el virrei Francisco Antonio Fernández de Velasco i la contínua vulneració de les constitucions incrementà la força dels partidaris de l'arxiduc Carles d'Àustria; aquest enfrontament portà a un nou aixecament en armes dels catalans, que recolzats per una flota anglesa, va permetre l'entrada triomfal d'aquell a Barcelona. Carles d'Àustria jurà respectar les constitucions de Catalunya i fou reconegut com a legítim comte de Barcelona, i l'any següent, el 1706, procedia de la mateixa manera a Saragossa on era reconegut com a rei d'Aragó, procedint de la mateixa al Regne de València i per delegació en el virrei al Regne de Mallorca. No obstant això, els aliats no es van veure recolzats en els seus avenços sobre Castella, fet que els portà a retirar-se al Regne de València.
La reacció bèl·lica de Felip V l'any següent amb l'arribada de tropes franceses va suposar la conquesta del Regne de València després de la batalla d'Almansa (25 d'abril de 1707); el mateix va passar amb el Regne d'Aragó, que va ser conquerit ràpidament. El 1707 Felip V va abolir els seus furs apel·lant al dret de conquesta, va suprimir el dret civil valencià i donà per extintes les fronteres aranzelàries d'aquests dos regnes annexionat-los com a províncies de Castella. Una nova ofensiva dels aliats a Castella el 1710 no els va servir tampoc per consolidar les seves posicions, fet que els va obligar a abandonar el Regne d'Aragó malgrat obtenir la victòria en la batalla de Villaviciosa. El setembre de 1713 el rei Carles III va marxar de Barcelona per fer-se càrrec del Sacre Imperi Germànic arran de la mort del seu germà, l'arxiduc. Temerosos els anglesos que això portés a un desequilibri en la balança de poder europea si continuaven donant suport a les seves aspiracions al tron espanyol, mitjançant el tractat d'Utrecht de 1713 els anglesos signaren la pau amb Felip V a canvi de diverses concessions comercials i la cessió de Gibraltar i Menorca. Les tropes aliades van abandonar Catalunya i el 12 de setembre del 1714 Barcelona va capitular davant les tropes francoespanyoles; l'any següent, el 1715, capitulava el Regne de Mallorca. D'aquesta manera que els anomenats «regnes d'ençà mar» (Aragó, Catalunya, Mallorca, i València) varen quedar per a Felip V i la Corona de Castella s'imposà per tota la península Ibèrica tret de Portugal, Gibraltar, Menorca i Andorra, fet que va suposar l'aniquilació de la Corona d'Aragó.

## Sobirans de la Corona d'Aragó
| Casa d'Aragó                     | Aragó | Catalunya | València | Mallorques | Sardenya | Sicília | Nàpols | |
| -------------------------------- | --- | --- | --- | --- | --- | --- | --- | --- |
| Casal de Barcelona               | Ramon Berenguer IV i Peronella d'Aragó (1137 - 1164) | Ramon Berenguer IV i Peronella d'Aragó (1137 - 1164) | | | | | | |
| Casal de Barcelona               | Alfons el Cast o el Trobador (1164 - 96) | | | | | | | |
| Casal de Barcelona               | Pere el Catòlic (1196 - 1213) | | | | | | | |
| Casal de Barcelona               | Jaume el Conqueridor (1213 - 76) | | | | | | | |
| Casal de Barcelona               | Pere el Gran (1276 - 85) | Pere el Gran (1276 - 85) | Pere el Gran (1276 - 85) | Jaume II de Mallorca (1276 - 1285) | | | | |
| Casal de Barcelona               | Alfons el Franc (o el Liberal) (1285 - 91) | Alfons el Franc (o el Liberal) (1285 - 91) | Alfons el Franc (o el Liberal) (1285 - 91) | Confiscació del Regne de Mallorca (1285 - 1295) | | Jaume el Just (1285 - 1295) | | |
| Casal de Barcelona               | Jaume el Just (1291 - 1327) | Jaume el Just (1291 - 1327) | Jaume el Just (1291 - 1327) | Confiscació del Regne de Mallorca (1285 - 1295) | | Frederic II de Sicília (1295 - 1337) | | |
| Casal de Barcelona               | Jaume el Just (1291 - 1327) | Jaume el Just (1291 - 1327) | Jaume el Just (1291 - 1327) | Jaume II de Mallorca (1295 - 1311) | | Frederic II de Sicília (1295 - 1337) | | |
| Casal de Barcelona               | Jaume el Just (1291 - 1327) | Jaume el Just (1291 - 1327) | Jaume el Just (1291 - 1327) | Sanç I de Mallorca (1311 - 1324) | | Frederic II de Sicília (1295 - 1337) | | |
| Casal de Barcelona               | Alfons el Benigne (1327 - 36) | Alfons el Benigne (1327 - 36) | Alfons el Benigne (1327 - 36) | Jaume III de Mallorca (1324 - 1343/46) | | Frederic II de Sicília (1295 - 1337) | | |
| Casal de Barcelona               | Pere el Cerimoniós o el del Punyalet (1336 - 87) | Pere el Cerimoniós o el del Punyalet (1336 - 87) | Pere el Cerimoniós o el del Punyalet (1336 - 87) | Pere el Cerimoniós o el del Punyalet (1336 - 87) | Pere el Cerimoniós o el del Punyalet (1336 - 87) | Pere II de Sicília (1337 - 1342) | | |
| Casal de Barcelona               | Pere el Cerimoniós o el del Punyalet (1336 - 87) | Pere el Cerimoniós o el del Punyalet (1336 - 87) | Pere el Cerimoniós o el del Punyalet (1336 - 87) | Pere el Cerimoniós o el del Punyalet (1336 - 87) | Pere el Cerimoniós o el del Punyalet (1336 - 87) | Lluís I de Sicília (1342 - 1355) | | |
| Casal de Barcelona               | Pere el Cerimoniós o el del Punyalet (1336 - 87) | Pere el Cerimoniós o el del Punyalet (1336 - 87) | Pere el Cerimoniós o el del Punyalet (1336 - 87) | Pere el Cerimoniós o el del Punyalet (1336 - 87) | Pere el Cerimoniós o el del Punyalet (1336 - 87) | Frederic III de Sicília (1355–1377) | | |
| Casal de Barcelona               | Pere el Cerimoniós o el del Punyalet (1336 - 87) | Pere el Cerimoniós o el del Punyalet (1336 - 87) | Pere el Cerimoniós o el del Punyalet (1336 - 87) | Pere el Cerimoniós o el del Punyalet (1336 - 87) | Pere el Cerimoniós o el del Punyalet (1336 - 87) | Maria de Sicília (1377–1401) | | |
| Casal de Barcelona               | Joan el Caçador (o el Descurat o l’Amador de la Gentilesa) (1387 - 96) | Joan el Caçador (o el Descurat o l’Amador de la Gentilesa) (1387 - 96) | Joan el Caçador (o el Descurat o l’Amador de la Gentilesa) (1387 - 96) | Joan el Caçador (o el Descurat o l’Amador de la Gentilesa) (1387 - 96) | Joan el Caçador (o el Descurat o l’Amador de la Gentilesa) (1387 - 96)                                                                                         | Martí el Jove (1395 - 1409) | | |
| Casal de Barcelona               | Martí l'Humà (o l'Eclesiàstic) (1396 - 1410) | | | | | | | |
| Interregne - Compromís de Casp   | | | | | | | | |
| Casal de Trastàmara              | Ferran d'Antequera (1412 - 1416) | Ferran d'Antequera (1412 - 1416) | Ferran d'Antequera (1412 - 1416) | Ferran d'Antequera (1412 - 1416) | Ferran d'Antequera (1412 - 1416) | Ferran d'Antequera (1412 - 1416) | | |
| Casal de Trastàmara              | Alfons el Magnànim (1416 - 1458) | | | | | | | |
| Casal de Trastàmara              | Joan II d'Aragó (1458 - 1479) | Joan II d'Aragó (1458 - 1479) | Joan II d'Aragó (1458 - 1479) | Joan II d'Aragó (1458 - 1479) | Joan II d'Aragó (1458 - 1479) | Joan II d'Aragó (1458 - 1479) | Ferran I de Nàpols, o En Ferrante (1458 - 1494) | |
| Casal de Trastàmara              | Ferran el Catòlic (1479 - 1516) | | | | | | Ferran I de Nàpols, o En Ferrante (1458 - 1494) | |
| Casal de Trastàmara              | Alfons II de Nàpols (1494 - 1495) | | | | | | | |
| Casal de Trastàmara              | Ferran II de Nàpols, o En Ferrandino (1495 - 1496) | | | | | | | |
| Casal de Trastàmara              | Frederic III de Nàpols (1496 - 1501) | | | | | | | |
| Casal de Trastàmara              | | | | | | | | |
| Casal de Trastàmara              | (1504–1516) | | | | | | | |
| Casal d'Àustria                  | Carles I d'Aragó (1516 - 1556) | Carles I d'Aragó (1516 - 1556) | Carles I d'Aragó (1516 - 1556) | Carles I d'Aragó (1516 - 1556) | Carles I d'Aragó (1516 - 1556) | Carles I d'Aragó (1516 - 1556) | Carles I d'Aragó (1516 - 1556) | |
| Casal d'Àustria                  | Felip I d'Aragó (1556 - 1598) | | | | | | | |
| Casal d'Àustria                  | Felip II d'Aragó (1598 - 1621) | | | | | | | |
| Casal d'Àustria                  | Felip III d'Aragó (1621 - 1665) | | | | | | | |
| Casal d'Àustria                  | Carles II d'Aragó (1665 - 1700) | | | | | | | |
| Desaparició de la Corona d'Aragó | Guerra de Successió entre Felip d'Anjou i Carles d'Àustria (1702 - 1715) | Guerra de Successió entre Felip d'Anjou i Carles d'Àustria (1702 - 1715) | Guerra de Successió entre Felip d'Anjou i Carles d'Àustria (1702 - 1715) | Guerra de Successió entre Felip d'Anjou i Carles d'Àustria (1702 - 1715) | Guerra de Successió entre Felip d'Anjou i Carles d'Àustria (1702 - 1715)                                                                                       | Guerra de Successió entre Felip d'Anjou i Carles d'Àustria (1702 - 1715)                                                                                       | Guerra de Successió entre Felip d'Anjou i Carles d'Àustria (1702 - 1715)                                                                                       | |
| Desaparició de la Corona d'Aragó | Felip V de Castella (1715 - 1746). Se suprimeixen els regnes hispànics de la Corona d'Aragó, i se'ls assimilen a les estructures del regne de Castella pel "dret de conquesta" expressat als Decrets de Nova Planta. | Felip V de Castella (1715 - 1746). Se suprimeixen els regnes hispànics de la Corona d'Aragó, i se'ls assimilen a les estructures del regne de Castella pel "dret de conquesta" expressat als Decrets de Nova Planta. | Felip V de Castella (1715 - 1746). Se suprimeixen els regnes hispànics de la Corona d'Aragó, i se'ls assimilen a les estructures del regne de Castella pel "dret de conquesta" expressat als Decrets de Nova Planta. | Felip V de Castella (1715 - 1746). Se suprimeixen els regnes hispànics de la Corona d'Aragó, i se'ls assimilen a les estructures del regne de Castella pel "dret de conquesta" expressat als Decrets de Nova Planta. | Emperador Carles VI (a Sardenya fins 1720, Sicília fins 1734, i Nàpols fins 1735) Cadascun d'aquests territoris esdevingueren poc després regnes independents. | Emperador Carles VI (a Sardenya fins 1720, Sicília fins 1734, i Nàpols fins 1735) Cadascun d'aquests territoris esdevingueren poc després regnes independents. | Emperador Carles VI (a Sardenya fins 1720, Sicília fins 1734, i Nàpols fins 1735) Cadascun d'aquests territoris esdevingueren poc després regnes independents. | Emperador Carles VI (a Sardenya fins 1720, Sicília fins 1734, i Nàpols fins 1735) Cadascun d'aquests territoris esdevingueren poc després regnes independents. |

## Estaments socials i poder
El poder pertanyia al rei i als estaments, que formaven els tres braços de les Corts Catalanes: el braç militar, el braç eclesiàstic i el braç reial o ciutadà.
Segons els fogatges de la segona meitat del segle xiv, el 35% dels focs o llars de Catalunya pertanyien a la noblesa (grans magnats i cavallers), el 26% a l'Església, el 31% al rei i el 4% als ciutadans.

### La noblesa
La noblesa (braç o estament militar) era, doncs, la gran propietària del sòl i la perceptora de les rendes agràries i de les càrregues jurisdiccionals que devien ser la seva principal font d'ingressos. La diferència de riquesa i poder entre l'alta i la petita noblesa era abismal: mentre que la jurisdicció del comte d'Empúries s'estenia el segle xiv sobre 4.600 llars i la del vescomte de Rocabertí sobre 1.600, la del cavaller més afortunat no depassava l'àmbit d'un castell termenat, una casa forta o de tres o quatre pobles d'unes poques famílies.
Els barons van ocupar els oficis més alts de l'administració, van exercir missions diplomàtiques d'importància i van encapçalar les operacions militars i polítiques de la gran expansió territorial i marítima, de la qual molts es van beneficiar àmpliament.
La petita noblesa, en canvi, va viure més lligada als castells i a les fortificacions; va engruixir les files d'oficials de la monarquia; va monopolitzar les jerarquies mitjanes de l'Església i va integrar les milícies dels ordes militars.

### L'Església
L'altre estament poderós era l'Església, però també aquí les diferències internes eren molt grans:
- Les jerarquies superiors (bisbes i arquebisbes) estaven formades per prelats sortits de l'alta noblesa i de la mateixa família reial.
- Les jerarquies intermèdies (canonges, abats, priors) procedien de la petita noblesa i del patriciat.
- El baix clergat (rectors, monjos) estava constituït per fills de famílies pageses o per individus de les classes populars de les ciutats.

El poder material de l'Església procedia dels tributs eclesiàstics que pagaven els feligresos (delme, primícia…) i de les rendes agràries i les càrregues jurisdiccionals satisfetes pels pagesos de les senyories eclesiàstiques. A més, de la mateixa manera que la noblesa, l'Església "posseïa" molts pagesos i homes de remença.
Juntament amb els homes de les ciutats, els eclesiàstics van ser grans aliats de la monarquia, a la qual sovint van fer donatius i van donar suport en les pugnes amb la noblesa.
El braç eclesiàstic a les Corts Catalanes era presidit per l'arquebisbe de Tarragona i estava constituït pels bisbes de Barcelona, Lleida, Girona, Tortosa, Urgell, Vic i Elna; pels capítols canonicals d'aquestes seus; pels abats de vint-i-vuit monestirs, i pels representants dels ordes militars.

### El patriciat
El tercer estament important, políticament parlant, de la societat era el patriciat, l'aristocràcia del diner, que va tendir a equiparar-se amb la petita noblesa, va impulsar la institucionalització dels municipis i va aprofitar la seva posició privilegiada per assegurar-se el control dels governs municipals des dels inicis, tot i ser un grup demogràficament minoritari en el medi urbà.
Servint-se d'aquesta plataforma política, el patriciat va monopolitzar també la representació a les Corts dels homes de les viles i les ciutats del reialenc, l'anomenat braç reial, els quals formaven un cos social divisible en tres estrats:
- La mà major, constituïda per aquests patricis, dits pròpiament ciutadans.

- La mà mitjana, integrada per mercaders i gent de professions liberals de categoria (juristes, notaris, cirurgians).

- La mà menor, que agrupava el conjunt dels menestrals.

#### La mà major, els ciutadans
Encara que originàriament es van enriquir amb el comerç, la indústria o l'administració reial, els ciutadans de l'època de la plenitud de la Corona tenien en comú amb l'aristocràcia militar la condició de senyors, titulars de terres i jurisdiccions. A la segona meitat del segle xiv els ciutadans posseïen uns 4.000 focs.
Es diferenciaven de la noblesa, però, en el fet que posseïen una fortuna monetària i que invertien en activitats mercantils, en l'adquisició de finques i mitjans de producció (molins, obradors) i de transport (naus) que arrendaven, així com de préstecs amb interès i de títols del deute públic municipal (censals).

#### La mà mitjana, els mercaders i rutes mercantils
Com els ciutadans, els mercaders també eren un grup reduït però amb les seves activitats donaven gran dinamisme a la vida urbana. D'això n'era conscient el frare franciscà Francesc Eiximenis quan va escriure, amb exageració:
"(Els mercaders) són vida de la terra on són, e són tresor de la cosa pública, e són menjar dels pobres, e són braç de tot bon negoci, de tots afers compliment. Sens mercaders les comunitats caen, los prínceps tornen tirans, los joves se perden, los pobres se´n ploren. Car cavallers ne ciutadans que viuen de rendes no curen de grans almoines; solament mercaders són grans almoiners e grans pares e frares de la cosa pública."
Eiximenis lloava les almoines dels mercaders, uns homes a qui inquietava particularment la salvació, que veien amenaçada pel tipus de vida que menaven i els guanys que obtenien. Eren armadors de naus i comerciants, els més rics dels quals especialitzats en el comerç marítim.
A fi d'ampliar i assegurar els seus negocis, els mercaders van donar suport a les iniciatives del braç reial a les Corts en favor de l'expansió mediterrània, i van fer préstecs i donatius a la monarquia. A canvi van rebre béns de conquesta i privilegis mercantils.
El gran comerç català medieval es va canalitzar en cinc direccions: la Mediterrània oriental, la Mediterrània occidental, la península Itàlica, la península Ibèrica i l'Europa continental i de l'Atlàntic nord.

#### La mà menor, menestrals i producció industrial
Els grups populars urbans, que Eiximenis anomenava mà menor, es poden dividir en tres estrats: a dalt, els menestrals o gent dels oficis (mestres i oficials); a baix, els pobres i marginats; i entremig, els obrers no especialitzats.

##### Menestralia
A part les vendes dels mercaders, l'economia urbana reposava en la producció dels menestrals, que es feia en obradors o tallers propietat dels mestres, els quals venien directament al consumidor una part del que produïen.
Expressió de la petita producció familiar característica de l'època medieval, els obradors eren petites empreses familiars on treballava la família del mestre, algun oficial i algun aprenent. D'aquests, només l'oficial treballava per un salari; l'aprenent simplement era vestit, alimentat i allotjat pel mestre.
Els menestrals estaven organitzats en gremis o confraries que agrupaven els mestres i els oficials de cada ofici sota l'advocació d'un sant patró i la direcció de magistrats elegits pels mestres. El compliment de les normes dels gremis era controlat en cada municipi pel veedor anomenat per l'administració.

##### La producció artesanal de la Corona
Pel que fa als minerals i primeres matèries amb què treballaven els artesans, Catalunya, amb una producció industrial força elevada, era més aviat importadora, mentre que València i Aragó, amb una indústria menys desenvolupada, eren més exportadors. A més d'altres proveïdors, Catalunya obtenia llana d'Aragó i productes molt diversos, però sobretot fibra d'espart, lli, cànem, seda i llana de València.
Catalunya importava estany, coure, or, corall, pell, cera, sèu, lli, cànem, cotó, seda, llana.
Encara que tributària de les primeres matèries que li arribaven d'Aragó i València, Catalunya era en aquesta època el motor econòmic de la Corona. La seva fortuna radicava en la producció i l'exportació de productes manufacturats de qualitat mitjana i d'algun element molt concret de la producció rural pròpia (safrà), a més del paper d'intermediari que va saber exercir en el comerç internacional.
La producció industrial de viles i ciutats estava orientada a satisfer les necessitats del mercat local i, secundàriament, a l'exportació. És a dir, que el més característic de la indústria medieval, amb la possible excepció de la draperia, era la manca d'especialització: arreu es produïa de tot.
Alhora la producció estava dispersa per petits tallers familiars, fet que, juntament amb les normes limitadores dels gremis, explica el baix nivell tècnic i l'escassa productivitat del treball.
De la gran diversitat d'indústries destaquen: les artesanies de luxe, com l'argenteria, l'orfebreria i l'esmalt, l'artesania del cuir, les activitats relacionades amb la metal·lúrgia (de ganiveters i armers), la indústria del corall, la ceràmica, i sobretot, la producció drapera.

### La pagesia i producció agropecuària
Els pagesos eren la classe productora bàsica i constituïen la immensa majoria de la població. Amb el seu treball dedicat a la producció d'aliments mantenien la resta de la societat. Tanmateix, la pagesia no era un grup homogeni, sinó que estaven sotmesos a graus diferents d'explotació i subjugació depenent del territori.
A Catalunya hi havia comarques com la del Pallars Sobirà on els pagesos, que com tothom depenien de la potestat senyorial, generalment posseïen en propietat no solament les terres familiars sinó també les comunals, sobre les quals tenien una jurisdicció pròpia. No estaven sotmesos a mals usos ni a servituds.
A la Catalunya Nova, encara que les servituds hi havien arribat amb el repoblament i l'organització de senyories, les necessitats mateixes de la colonització havien propagat les franqueses i la propietat pagesa de la terra o la possessió emfitèutica (amb censos mòdics), situació de la qual derivaven nivells moderats de subjugació i explotació.
En canvi, a una gran part de la Catalunya Vella, els senyors van estendre, amb l'ajut dels juristes, les servituds, tot configurant una pagesia característica: la de remença sotmesa als mals usos.

#### La pràctica de l'heretament
Alhora que les servituds s'estenien per la Catalunya Vella, també s'hi generalitzava la pràctica de l'heretament, consistent en el fet que el pagès feia donació entre vius, en favor d'un dels seus fills (l'hereu), de la major part de l'herència (2/3 o 3/4 parts).
Gairebé sempre l'heretament es formalitzava per raó de noces, quan el fill escollit per hereu contreia matrimoni, i per això atorgava capítols matrimonials amb la hipoteca dotal abans esmentada. En virtut de l'heretament l'hereu adquiria la propietat del mas, encara que el seu pare en retenia l'usdefruit per a tota la vida.
Generalment, per l'heretament l'hereu rebia el mas i la terra mentre que els seus germans i germanes, dits fadristerns o cabalers, rebien la legítima, equivalent a 1/3 o 1/4 del valor de l'explotació, però en diner. La legítima els podia ser lliurada com a dot en el moment del matrimoni o deixada pels pares en testament.
Per als pagesos aquesta fórmula de transmissió patrimonial, basada en l'hereu, era una manera eficaç de resoldre els problemes del relleu generacional (l'atenció als pares en la vellesa).

#### La producció agropecuària de la Corona
Aragó era el principal productor cerealístic i ramader. La seva producció era suficient per a cobrir les necessitats pròpies i exportar. Per contra, Catalunya, a causa del creixement de la població i de l'orientació de la producció cap als cultius especulatius i industrials d'exportació (safrà) va ser, com Mallorca, un país deficitari en carn i cereals, sobretot en blat, que calia importar d'Aragó i a vegades també del Llenguadoc, Provença, Castella, Sardenya, Sicília i el nord d'Àfrica.
El blat i la carn d'ovella d'Aragó eren especialment apreciats a Catalunya, que importava també formatges de les Balears, Sardenya i Sicília. La situació de'agricultura valenciana era diferent. El País Valencià era deficitari en blat, però ho compensava amb la producció d'arròs que juntament amb el sucre constituïa la principal partida d'exportació de l'agricultura valenciana. L'horticultura i la fruticultura valencianes ja eren, llavors, importants.

## Política interior i institucions de la Corona d'Aragó

### Política interior: el pactisme

#### Jaume I
Les relacions entre la monarquia i els estaments, sobretot la noblesa, no foren idíl·liques. Durant la llarga minoritat de Jaume I la noblesa va actuar al marge del rei; després, la conquesta de Mallorca i la conquesta del Regne de València no va servir per a resoldre del tot el problema de la distribució del poder entre la monarquia i la noblesa, ja que els barons d'Aragó se sentiren decebuts quan el rei va estructurar el territori valencià com un regne propi. Alhora els nobles catalans tampoc van voler acceptar els intents de Jaume I d'enfortir el seu poder dins de Catalunya, quan, per exemple, intentà annexar el comtat d'Urgell, que finalment va passar als Cabrera (1236).
En alguns moments de la conquesta de València i després, a l'època de la crida per a la pacificació de Múrcia (1264), la noblesa, particularment l'aragonesa, també va posar en dificultats el rei negant-li l'ajut a les Corts de Saragossa, l'any 1264. Es podria concloure que Jaume I tenia menys poder que la seva aristocràcia, i que tots els intents per invertir la situació topaven amb la resistència nobiliària.
Els darrers anys de Jaume I van ser particularment difícils: nobles catalans i aragonesos es revoltaren (1270-71 i 1274-75), i el rei i el seu hereu, Pere el Gran, els van amenaçar amb la confiscació de béns i els van combatre amb les armes.
En aquest context, els privilegis reials d'autonomia per a viles i ciutats, que originaren els primers règims municipals catalans, es podrien interpretar com una iniciativa política del monarca que buscava l'ajut econòmic i polític de la burgesia per a la seva pugna amb la noblesa.

#### Pere el Gran
Pere el Gran va començar el regnat sense convocar les Corts i va pretendre transformar un subsidi extraordinari, concedit per gràcia dels estaments presents a les Corts (el bovatge), en un tribut obligatori. Aquest fet, a més d'un nou intent de la monarquia d'incorporar el comtat d'Urgell, va determinar l'esclat d'una nova revolta nobiliària (1277-78) a la qual posà fi Pere el Gran amb la presa de Balaguer (1280) i el procés dels rebels. Llavors va cessar l'oposició armada al poder reial, i s'entrà en una etapa de dos-cents anys durant els quals l'aristocràcia va col·laborar en les empreses exteriors de la monarquia, i se serví del joc parlamentari a les Corts per a mantenir la seva posició política.
Després de la incorporació de Sicília (1282), quan es perfilava l'amenaça de la croada francesa contra Catalunya, Pere el Gran es va resignar a convocar a les Corts Catalanes de Barcelona (1283) els seus súbdits aragonesos, valencians i catalans. Això va significar abdicar de les pretensions autoritaristes, en pro d'un consens que li permetés fer front als enemics exteriors, però també adoptar una sèrie de mesures positives per al regiment de la societat catalana.
A les Corts de Barcelona de 1283 Pere el Gran es va comprometre a reunir les Corts un cop l'any, i a no promulgar cap constitució general o estatut sense l'aprovació d'aquella institució i va confirmar els privilegis, llibertats, usos i costums dels catalans; va limitar la capacitat reial d'imposició de tributs, i un llarg etcètera. Les Corts de Saragossa i València, celebrades el mateix any, van consolidar els drets i privilegis dels estaments en cada regne, si bé no van resoldre el problema de les reivindicacions aragoneses sobre el regne de València i el dualisme foral valencià.

#### Jaume el Just
Jaume el Just, el monarca de la plenitud de l'expansió mediterrània, va convocar nombroses vegades a les Corts els aragonesos, els catalans i els valencians, amb la qual cosa va donar prova de respecte per l'herència pactista anterior. En fer-ho i acceptar que les Corts intervinguessin en el control dels oficials reials i que aquests iniciessin el camí de conversió en funcionaris públics (delimitació de competències, exigència de responsabilitats), Jaume va fer avançar l'imperi de la llei i el prestigi i l'autoritat de la monarquia.

### Òrgans de govern
- L'Audiència Reial era un òrgan, presidit pel rei de la Corona d'Aragó, juntament amb membres de la cort, que escoltava les peticions presentades de caràcter judicial com no. Tenia competències de govern i de justícia en relació amb la noblesa, com a tribunal d'apel·lació, etc.
- El Consell Reial o Cúria Règia era un organisme que, tot i un cert caràcter domèstic, aconsellava el rei en la gestió dels afers públics i hi col·laborava en el govern i l'administració de la seva casa i de la Corona.
- Les Corts Catalanes eren les grans assemblees polítiques de l'època. Convocades i presidides pel rei o pel seu lloctinent, estaven integrades pels tres braços o estaments: els representants de les principals famílies de la noblesa, la jerarquia de l'Església i el patriciat de les viles i les ciutats del reialenc, és a dir, les que depenien del rei, no englobades en senyories de la noblesa i de l'Església. En consonància amb l'estructura més o menys federal de la Corona, Catalunya va tenir les seves pròpies Corts, diferents de les Corts d'Aragó i de les Corts de València.
- La Diputació del General de Catalunya vetllava pel compliment de les constitucions i altres lleis catalanes. A les Corts de Montsó (1289) es va crear una diputació o organisme provisional, antecedent de la Generalitat.

### Administració local
- Al capdavant de cada vegueria hi havia un veguer, oficial públic investit de funcions governatives, judicials i militars que depenia del procurador general de Catalunya. Al veguer corresponia administrar justícia, dirigir la host, mantenir la pau pública i fer complir els manaments reials en el seu districte.
- Al capdavant de cada batllia hi havia un batlle, oficial públic designat pel rei per a atendre l'administració economicofiscal del patrimoni regi en el seu districte i administrar justícia en causes relatives a la seva funció d'administrador.
- El Consell de Cent que va ser la institució de govern de la ciutat de Barcelona.

## Demografia
Amb anterioritat a la plaga de fam de 1333 i a la pesta negra de 1348, la Corona va conèixer una fase de creixement de la població molt favorable, en particular en el cas de la població catalana. A més, al creixement propi, explicable pel desenvolupament de la producció que va permetre allunyar la fam, reduir l'edat del matrimoni i incrementar la fecunditat de les parelles, s'hi afegí en aquesta època la incorporació a la Corona d'una part dels habitants dels territoris musulmans conquerits.
Cap a l'any 1350, és a dir, després de la pesta, comencem a tenir dades demogràfiques globals.
La pesta negra i altres problemes van reduir molt la població; cap al 1500 la població de la Corona era per sota del milió d'habitants: uns 300.000 a Catalunya, uns 250.000 a Aragó, uns 250.000 al País Valencià i al voltant de 51.000 a les Illes Balears. Entre 1342 i 1385 Terol i les seves viles passarien de 50.690 habitants a 32.561.
Catalunya tenia uns 500.000 habitants el 1300 segons J. Nadal. Les caresties de la primera meitat del segle xiv haurien reduït la xifra un 5% per al 1347, deixant uns 475.000 justament abans de la Pesta Negra. El 1359-1360 havia 381.456 habitants (20% menys de població). El 1365-1366 hi havia 340.184 habitants (12,13% menys). El 1378-1381, 293.352 habitants. El 1497, 224.356 habitants. La recuperació no va ser fins al segle xvi, quan al 1515 es van assolir uns 239.868 habitants. El nivell pre-pesta no s'assoliria fins a 1717, i 508.000 habitants. Fets com la Guerra civil catalana (1462-1472) van reduir el ritme de la recuperació. Barcelona, tenia el 1340 entre 40.000 i 50.000 habitants, el 1359 tenia 39.000 habitants i a 1479 uns 20.000 habitants. Tot i així era la capital demogràfica de Catalunya, seguida de Perpinyà (13.300), Lleida (11.100), Tortosa (8.100), Girona (7.900), Tarragona (6.800) i Cervera (5.300).
Aragó tenia uns 200.000 habitants cap al 1.350, passant a ser només 171.000 el 1364. Al següent cens, de 1429, la població és un altre cop de 200.000. Pel 1440 s'estimen 210.000 habitants i el 1496 es tornen a assolir els 250.000 d'abans de la peste. El 1348 la pesta es va acarnissar amb Saragossa, perdent 18.000 habitants. Les alfajeries de Borja, Saragossa i Osca va quedar pràcticament despoblades.
A València es van sofrir no només les caresties i les epidèmies, sinó també les riades del Riu Túria, les plagues de llagosta i la Guerra dels dos Peres. El declivi demogràfic es va iniciar als 1347-1375, amb una fase de transició al 1420, i al 1420-1430 començant una lenta recuperació esquitxada de regressions temporals. A la meitat sud la població es va duplicar o fins i tot triplicar en algunes zones, mentre que al nord i al centre es va perdre població, de vegades fins al 40, 50 o 70%. A partir de 1485 les parts nord i central també es van començar a recuperar. La ciutat de València va ser una excepció degut a l'afluència d'immigrants. El 1359-61 tenia 26.000 habitants, al 1418 45.000 i al 1483 75.000. A final del segle xv tenia uns 320.000 habitants, superant els nivells pre-pesta.
Les Illes Balears van començar el seu declivi demogràfic abans de la pesta, degut a les caresties de principis del segle xiv. Tenien 61.700 habitants en 1329, 56.290 en 1343, 47.305 en 1350, 42.695 en 1421, 40.540 en 1427 i 34.390 en 1444. La recuperació comença el 1482 amb 45.990 habitants, però els nivells pre-pesta no s'assoleixen fins a finals del segle xvi (a 1573 hi havia 58.000 habitants).
| Entitat politica  | 1500    |
| ----------------- | ------- |
| Catalunya         | 300.000 |
| Regne d'Aragó     | 250.000 |
| Regne de València | 350.000 |
| Regne de Mallorca | 51.000  |

## Comerç
Al segle xvi, Barcelona s'erigeix com el centre financer dels territoris de la Corona d'Aragó. Mentrestant, el comerç català, centrat en l'exportació de teixits, metalls, pells, olis, fruits secs i corall, perd pes al Mediterrani, amb l'excepció dels mercats de Sicília i Nàpols, els quals s'intenten reservar. La competència és molt dura amb els teixits procedents de Gènova i França.
Alternatives al comerç marítim:
- Mercat peninsular. S'opta per assistir a les fires de grans ciutats comercials, com Medina del Campo, Madrid o Sevilla, amb contactes importants amb el circuit colonial. L'interès dels mercaders catalans en el mercat castellà serà irregular. Exportaran draps, vidre, llibres, paper i cuirs i importaran matèries primeres com sucre, tints, cuirs o llana.
- Circuit atlàntic. La producció catalana substituirà els subministraments francesos a les Províncies Unides durant els diferents conflictes amb França.

### Institucions comercials

#### La Llotja de Barcelona
Els mercaders de les principals ciutats es reunien a les llotges, edificis públics on tractaven dels seus afers: compravenda de productes, constitució de societats, d'assegurances, acords sobre nòlits, etc. Les decisions preses en una llotja com la de llotja de Barcelona afectaven la cotització de la moneda, els preus dels productes i el valor dels salaris a la ciutat i al conjunt de la Corona.
Per a protegir millor els seus interessos, els mercaders van crear corporacions, que estaven dotades de reglaments, òrgans rectors com els consells de la mercaderia, i les magistrats (els defenedors de la mercaderia), que tenien per missió defensar els privilegis i prerrogatives de la corporació i recaptar imposicions, com el pariatge a Barcelona.

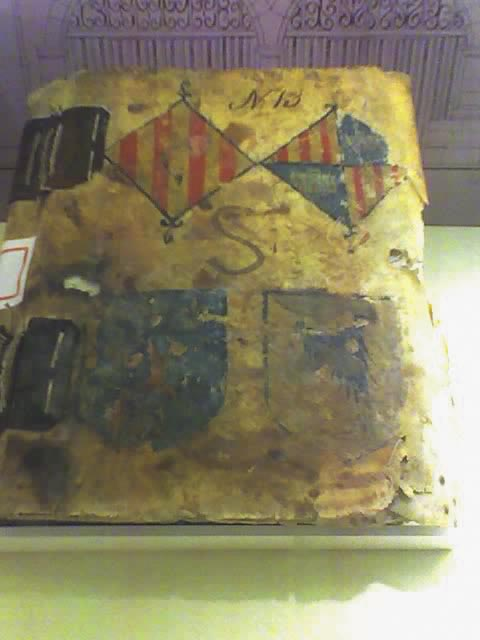
Exemplar del Consolat del Mar del.

#### El Consolat de Mar
Amb el desenvolupament dels negocis va néixer també una jurisdicció especial, de la qual Barcelona (1282), València (1283) i Mallorca (1326) van ser pioneres: el Consolat de Mar. Aquest tribunal estava format per cònsols elegits pels magistrats municipals o pels mateixos mercaders, i s'encarregava d'administrar justícia en causes marítimes i mercantils.
El Consolat del mar, que celebrava les seves audiències a la Llotja, emprava com a font de dret a Barcelona un recull anterior (d'entre els anys 1260 i 1270) d'usos i costums de dret Marítim (Costumes de la Mar) que va servir de base a una nova i més àmplia compilació, el Llibre del Consolar del Mar, el qual, al costat de normes catalanes n'incloïa d'altres procedències.
Aquesta compilació va gaudir de tanta autoritat que es transformà en el codi de la legislació maritimo-comercial de la Mediterrània.
La infraestructura organitzativa a les metròpolis es completava amb una representació consular als ports i ciutats de la Mediterrània més freqüentats. Nomenats primer pel rei i després per la ciutat de Barcelona, els cònsols d'aquests llocs administraven justícia als seus connacionals, feien de mediadors entre els mercaders catalans i les autoritats del país i acollien a l'alfòndec els navegants i els mercaders que arribaven, als quals cobraven un tribut anomenat "consolatge".